# Regimiento n.º 71 Highlanders

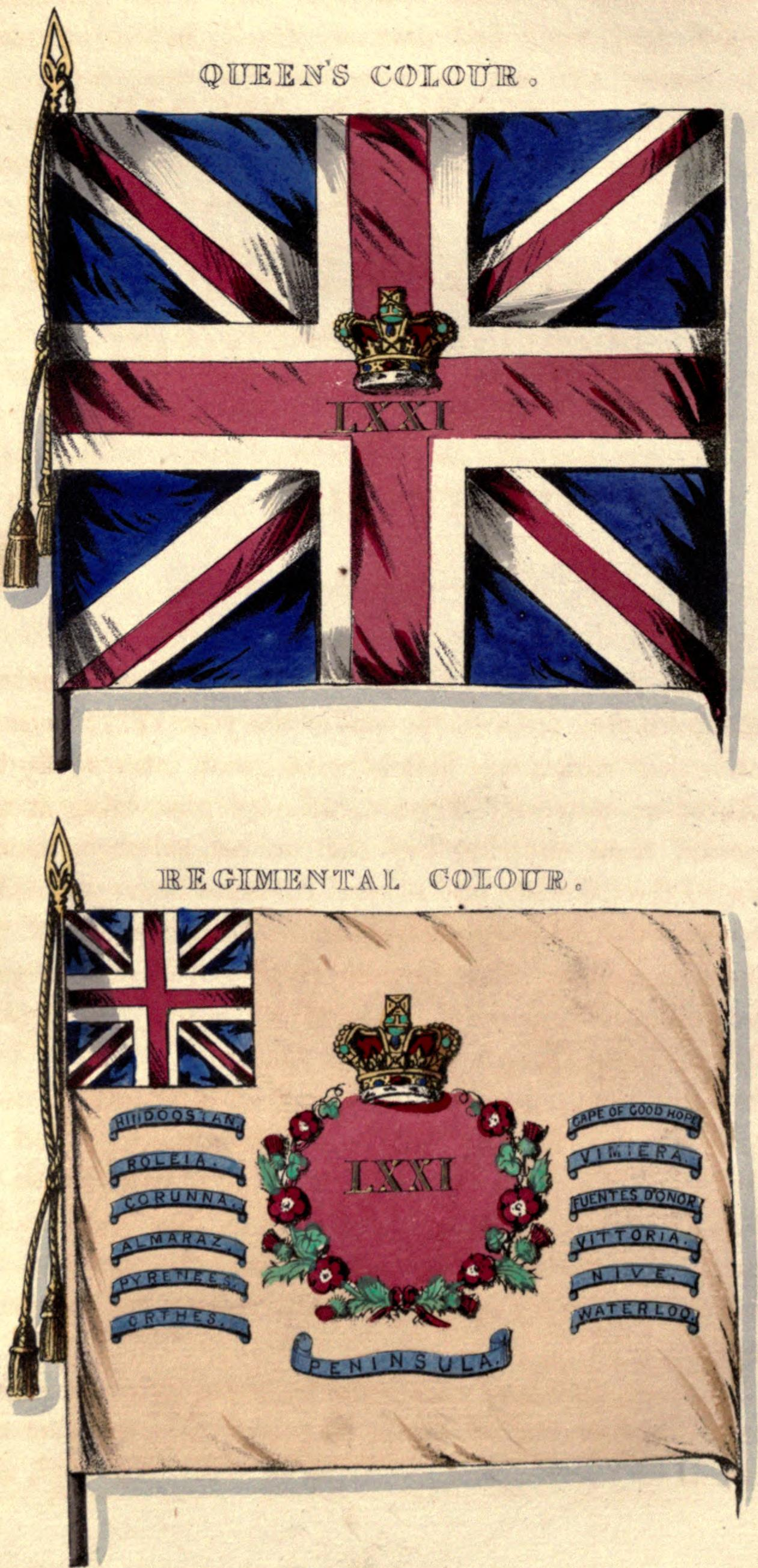
Colores del regimiento

El Regimiento N.º 71 Highlanders fue un regimiento de las Tierras Altas de Escocia que sirvió en el Ejército Británico entre 1758 y 1881, año en que fue incorporado como primer batallón del nuevo regimiento de infantería ligera Highland Light Infantry.

## Antecedentes
El 71.º de Infantería se formó en 1758 a partir del 2.º batallón del Regimiento N.º 32 de Infantería, participando poco tiempo después de un ataque sobre la costa de Cherburgo durante la Guerra de los Siete Años. Tras destruir el fuerte y los muelles, el regimiento regresó a Inglaterra. En 1761 participó de un ataque similar contra Belleisle pero en 1763 fue transformado en una unidad de inválidos para ser disuelto en el año 1768.

### Los Highlanders de Fraser

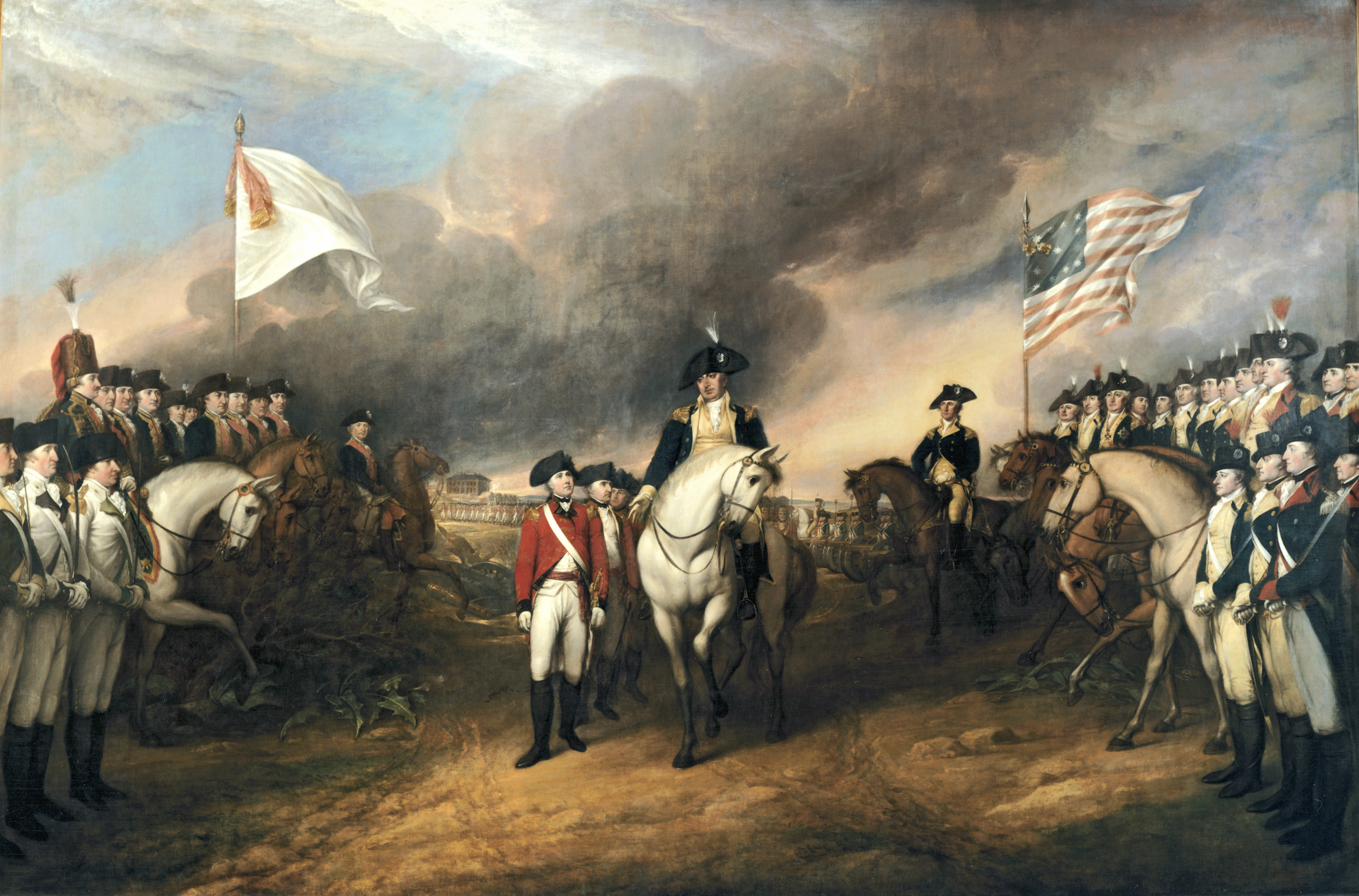
Capitulación de Cornwallis en Yorktown

En 1757 diversas compañías de las Tierras Altas conformaron el regimiento de Highlanders de Fraser (Fraser's Highlanders) que en 1758 dio origen al Regimiento N.º 78 Highlanders, el cual ese mismo año embarcó rumbo a Nueva Escocia para tomar parte en la Guerra franco-india.
Tras tomar parte en la Batalla de Louisbourg, la Batalla de las Llanuras de Abraham y la de Sainte-Foy, en 1763 fue disuelto en Quebec y la mayoría de sus hombres transferido al Regimiento N.º 84 de Infantería (Royal Highland Emigrants).
En 1775 los Highlanders de Fraser fueron recreados mediante recluta en Inverness, Stirling y Glasgow. Los dos batallones se incorporaron al ejército británico como el nuevo 71.º de Infantería de Highlanders.
En 1776 fueron destinados al frente para combatir en la Guerra de Independencia de los Estados Unidos. El segundo batallón fue capturado en Boston ese mismo año, por lo que recién se reintegró en 1778 tras una nueva leva en Escocia, siendo nuevamente capturado en la Batalla de Yorktown (1781). El 71.º fue una de las principales unidades británicas durante el conflicto, sirviendo en las campañas del norte y del sur y participando de las mayores batallas de la guerra: Brooklyn (1776), Brandywine (1777), Savannah (1778), Briar Creek (1779), Sitio de Savannah (1779), Asedio de Charleston (1780), Camden (1780), Guilford Courthouse (1781) y Yorktown (1781). Algunos de sus veteranos se incorporarían luego a los Highlanders de MacLeod.

### Los Highlanders de MacLeod

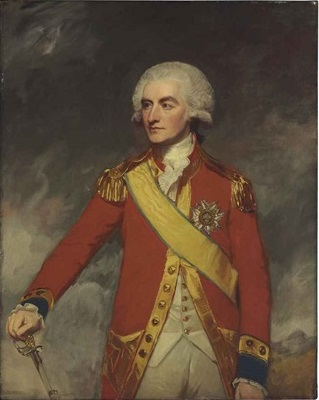
John Mackenzie, Lord MacLeod

Fueron creados en 1777 por John Mackenzie, Lord MacLeod (1727-1789), hijo de George Mackenzie, 3º Earl of Cromartie, como Regimiento N.º 73 de Infantería (MacLeod's Highlanders).
Involucrado en la rebelión jacobita de 1745 y perdonado en consideración a su escasa edad, John Mackenzie desarrolló una exitosa carrera militar en Suecia y de regreso a Gran Bretaña solicitó la restauración de sus derechos comprometiéndose a levantar un batallón a su costa. Lord MacLeod fue el primer comandante del nuevo regimiento, que adoptó el tartán del Clan Mackenzie.
El prestigio de Lord Macleod aseguró el reclutamiento de 840 montañeses que en poco tiempo marcharon a Elgin. Se sumaron también 202 habitantes de las tierras bajas, reclutados por los capitanes John Lindsay, David Baird y James Fowlis, y 34 ingleses e irlandeses incorporados en Glasgow, lo que totalizó 1100 hombres.
Lord Macleod tenía por segundo al teniente coronel Duncan McPherson, y servían los mayores John Elphinston y James Mackenzie y los capitanes George Mackenzie, Hugh Lamont, Alexander Gilchrist, John Shaw, Charles Dalrymple y los mencionados Lindsay y Baird. Entre los 19 tenientes, cinco eran Mackenzie.
El primer batallón sirvió primero en la campaña de las Indias Orientales. Embarcó al mando de Lord Macleod en enero de 1779, sirvió brevemente en Gambia, y finalmente arribó a Madrás en enero de 1780.

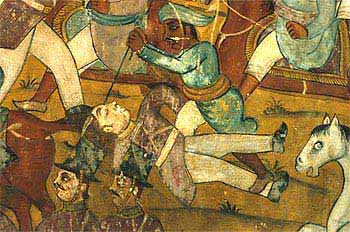
Batalla de Pollilur (detalle de mural en el palacio del Sultán Fateh Ali Tipu)

Participó en la Segunda Guerra Anglo-Mysore contra el sultán Hyder Ali en el ejército del mayor general Sir Héctor Munro destruido en la Batalla de Pollilur (o de Conjeveram) el 10 de septiembre de 1780. En ese desastre la compañía de granaderos del 71.º al mando de Baird se comportaron con gran valor pero sufrieron grandes pérdidas, siendo tomados prisioneros los sobrevivientes.
Después de Conjeveram, Macleod dejó el mando por discrepancias con la conducción de Munro. Al mando del coronel James Crawford, el batallón reducido a 500 hombres se unió al ejército que al mando de Sir Eyre Coote atacó Porto Novo el 1 de julio de 1781. Participó luego del desastre del 27 de agosto en Perambaucum (también conocida como segunda batalla de Pollilur).
Retirado Munro, Crawford pasó al alto mando y el capitán Shaw se hizo cargo de los restos del regimiento. Agregado siempre al ejército del general Coote luchó en la batalla de Sholinghur (o Sholungar, 27 de septiembre de 1781) y en la de Arnee (2 de junio de 1782).

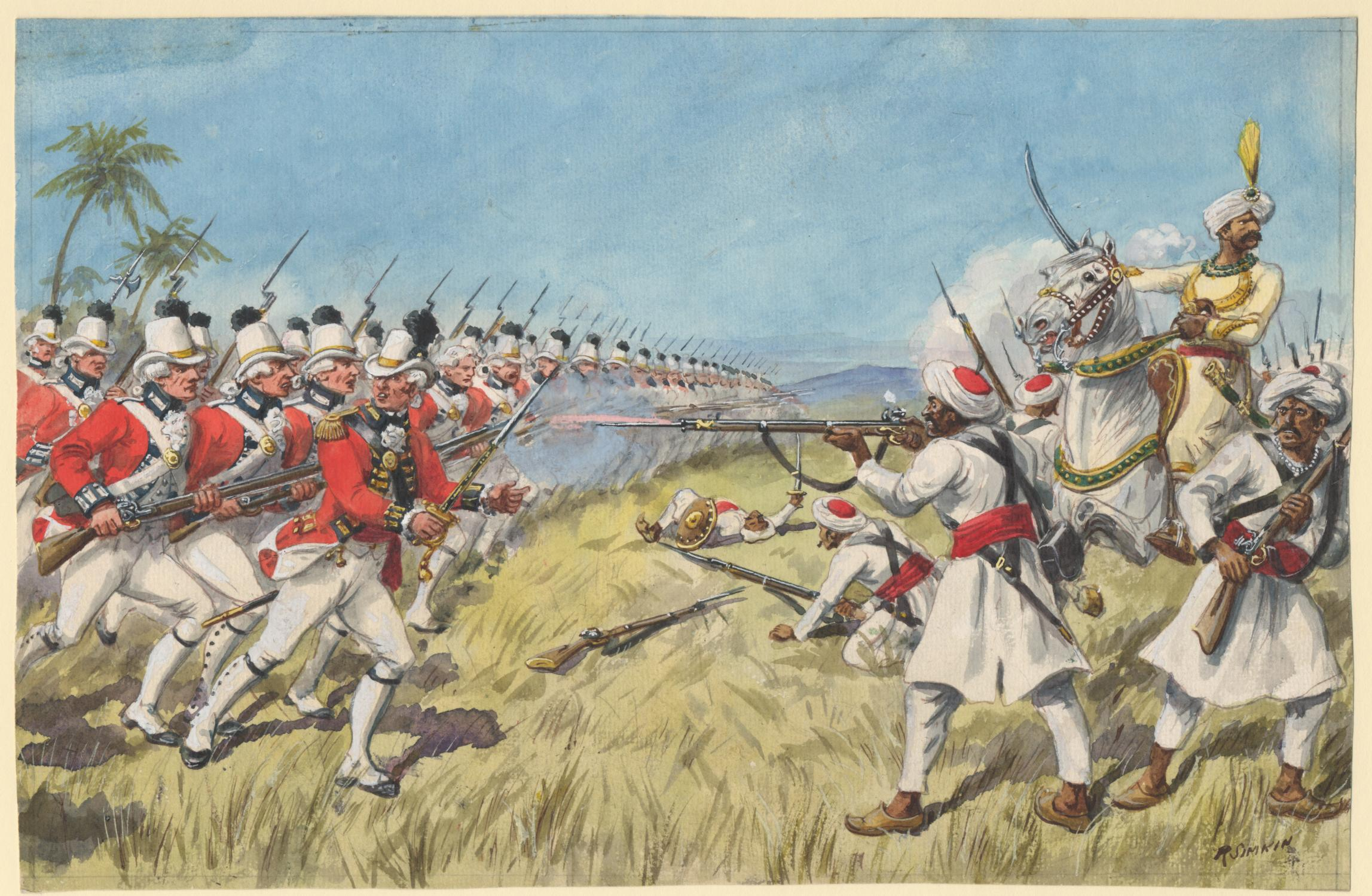
Sitio de Cuddalore

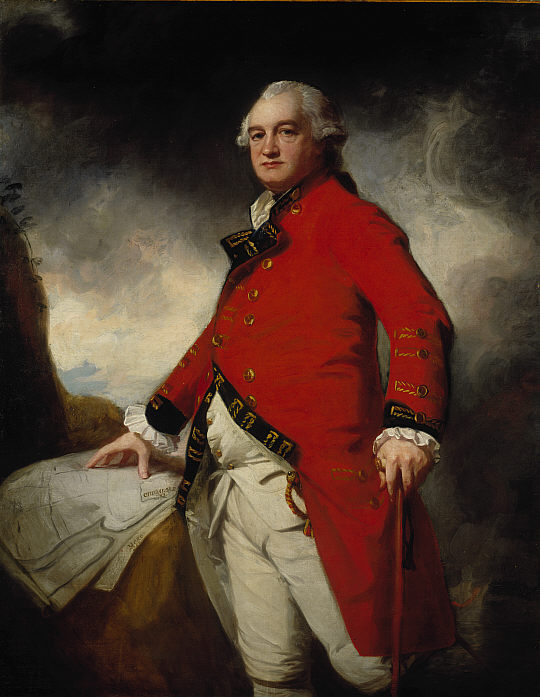
General James Stuart

Al asumir el mando el general Stewart decidió atacar Cuddalore. Los restos del 73.º al mando del teniente coronel James Stuart lucharon en la batalla librada el 7 de junio de 1783 y en el posterior sitio de Cuddalore. Allí perdieron 4 oficiales, 4 sargentos y 80 hombres, y tuvieron 6 oficiales, 5 sargentos y 107 hombres de tropa heridos, 206 bajas, el 50% de sus efectivos.
En 1778 se levantó un segundo batallón que al mando del teniente coronel George Mackenzie sirvió entre 1780 y 1783 en el sitio de Gibraltar, durante el cual tuvo 37 muertos y 121 heridos.
En mayo de 1783 regresó a su patria y en octubre sus efectivos fueron licenciados, dándose libertad a sus oficiales y suboficiales para unirse al primer batallón en la India, lo que fue aceptado por George Mackenzie y algunos de sus oficiales que se incorporaron al regimiento en 1785.

## 71.º Highlanders

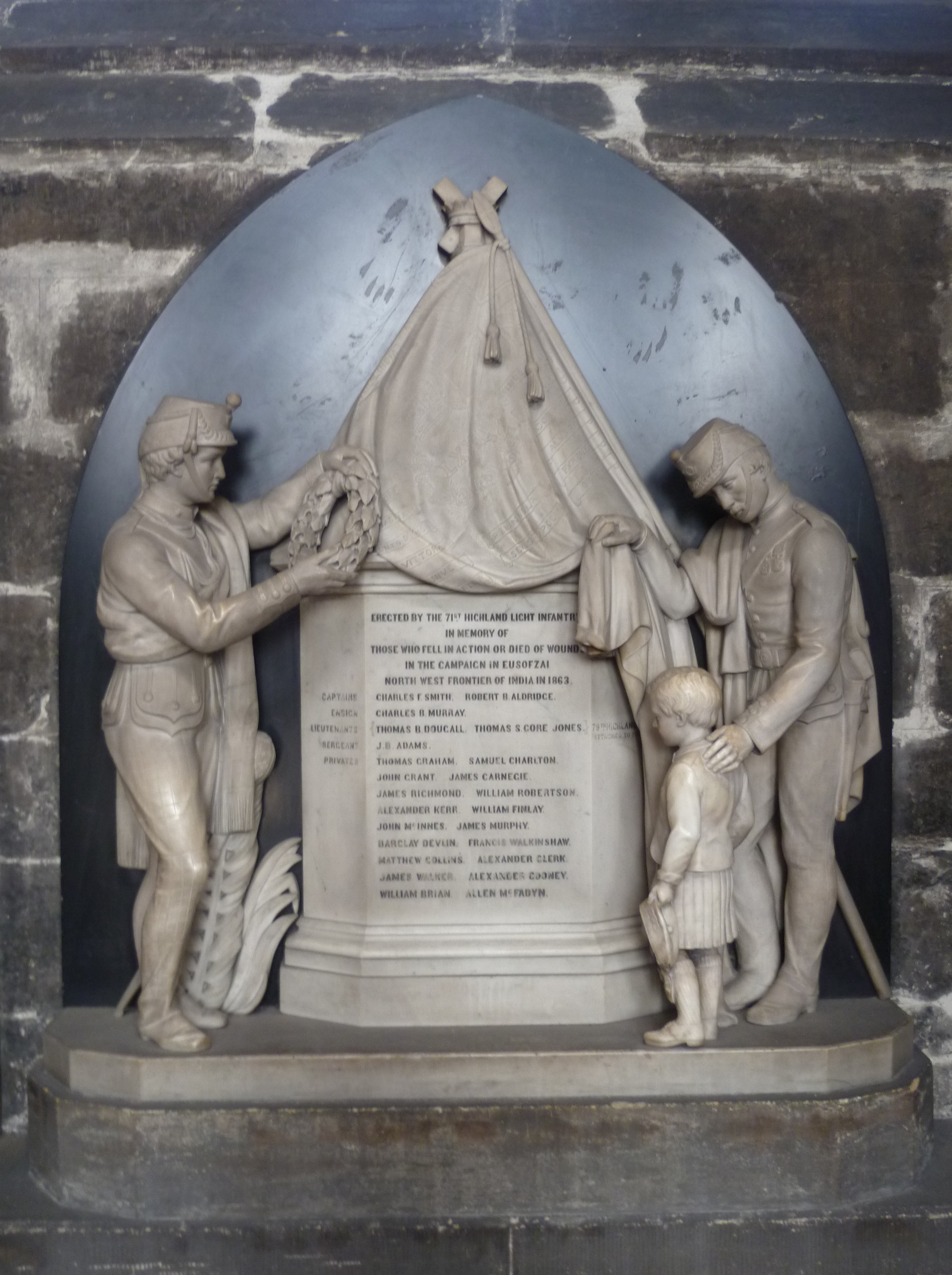
Memorial a los caídos en la frontera nor-occidental de la India en 1793

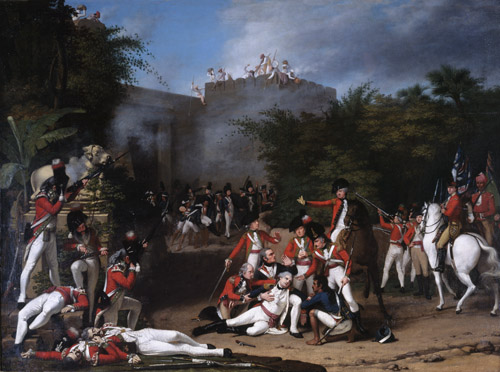
Asalto de Bangalore

En 1786 el regimiento fue redenominado 71.º Regimiento de Infantería (MacLeod's Highlanders) y recibió nuevos colores. Ese mismo año falleció el coronel Mackenzie y David Baird fue ascendido a mayor. Lord Macleod murió en 1789 y fue sucedido como coronel honorario por el mayor general William Gordon. Las fuerzas del regimiento ascendían para entonces a 800 hombres.

### India
Al estallar en 1790 la guerra entre el Sultán Fateh Ali Tipu y la Compañía Británica de las Indias Orientales (British East India Company), en el mes de mayo el 71.º se unió a la segunda brigada del ejército reunido en Tiruchirappalli. Participó del asalto al fuerte Dindigul (Dundegul) y del sitio del fuerte de Palakkad (Palacatcherry). Bajo el mando superior de Lord Cornwallis el 21 de marzo de 1791 actuaron en el ataque contra Bangalore y el 15 de mayo en el ataque a la capital, Srirangapatna (Seringapatam), donde el 71.º tuvo 83 bajas.
Suspendido por el momento el sitio de Srirangapatna, tropas del 71.º participaron al mando del teniente coronel James Stuart del ataque a las fortalezas de Nundydroog (19 de octubre) y Savendroog (21 de diciembre).
Reiniciado el sitio de Srirangapatna el 4 de febrero de 1792, parte del 71.º formó a la izquierda y el resto al mando de Stuart formó en el centro del dispositivo británico. A las 20 horas del día 6 se inició el asalto. En el centro, los granaderos de la 71.º al mando del capitán Lindsay intentaron rápidamente penetrar las líneas del adversario pero lo impidió la elevación del puente levadizo pocos minutos antes. Nuevas cargas sobre las posiciones en Loll Bang y en la Pettah fracasaron también. En la mañana la unidad se trasladó a la orilla norte del río uniéndose a las compañías que al mando de los tenientes coroneles Knox y Baird formaban en el ala izquierda.
El 71.º recibió la orden de asaltar el reducto del sultán, pero el grueso de la división a las órdenes del mayor Dalrymple vio obstaculizados sus movimientos por la retirada de un batallón de cipayos. Sin embargo, la compañía del capitán Sibbald consiguió avanzar, tomar la posición y sostenerla ante reiterados intentos del enemigo de recuperarla, en uno de los cuales Sibbald fue muerto.
Finalizada la primera batalla, el 71.º había tenido 110 bajas.
El 9 de febrero se sumó al sitio el general Robert Abercromby con el ejército de Bombay, pero recién en la noche del 18 se reiniciaron los combates cuando tropas del 71.º al mando del mayor Dalrymple cruzaron el río Kaveri y derrotaron fuerzas de caballería de Tipu. El día 22 de febrero una nueva derrota frente a Abercromby forzó a Tipu a solicitar la paz, por la que perdió casi la mitad de sus dominios a manos de la Compañía de las Indias Orientales.
Finalizado el conflicto al mando del teniente coronel David Baird el 71 permaneció acantonado en Tiruchirappalli hasta el estallido de la guerra con Francia en 1793. En agosto participaron de la expedición contra Ceilán, donde tuvieron 12 bajas.
En octubre de 1797 los 560 soldados que permanecían aptos para el servicio fueron transferidos al Regimiento N.º 73 de Infantería y al N.º 74. Aquellos considerados como no aptos para el servicio, así como los oficiales y suboficiales del regimiento zarparon de Madrás para Inglaterra el 17 de octubre, arribando a Londres en agosto de 1798.
Tras un permiso general de dos meses en consideración a la ausencia de casi 18 años, el regimiento fue establecido en Leith y finalmente en Stirling. Allí permaneció hasta junio del año 1800, cuando tras recibir un refuerzo de 600 voluntarios escoceses de las milicias territoriales que llevaron sus efectivos a 800 hombres fue destinado a Irlanda.
El 24 de abril de 1801 el teniente coronel Denis Pack asumió el mando del regimiento y en 1802 se sumó el remanente del regimiento que había permanecido en la India. En agosto de 1803 el mayor general Sir John Francis Cradock sucedió al general William Gordon como coronel honorario del regimiento.
En 1804 se inició en Glasgow la recluta de voluntarios para constituir un segundo batallón con sede en Dumbarton. Ante el éxito y la actitud de la población el cuerpo tomó el nombre de "Glasgow Highland Light Infantry."

### Conquista del Cabo de Buena Esperanza

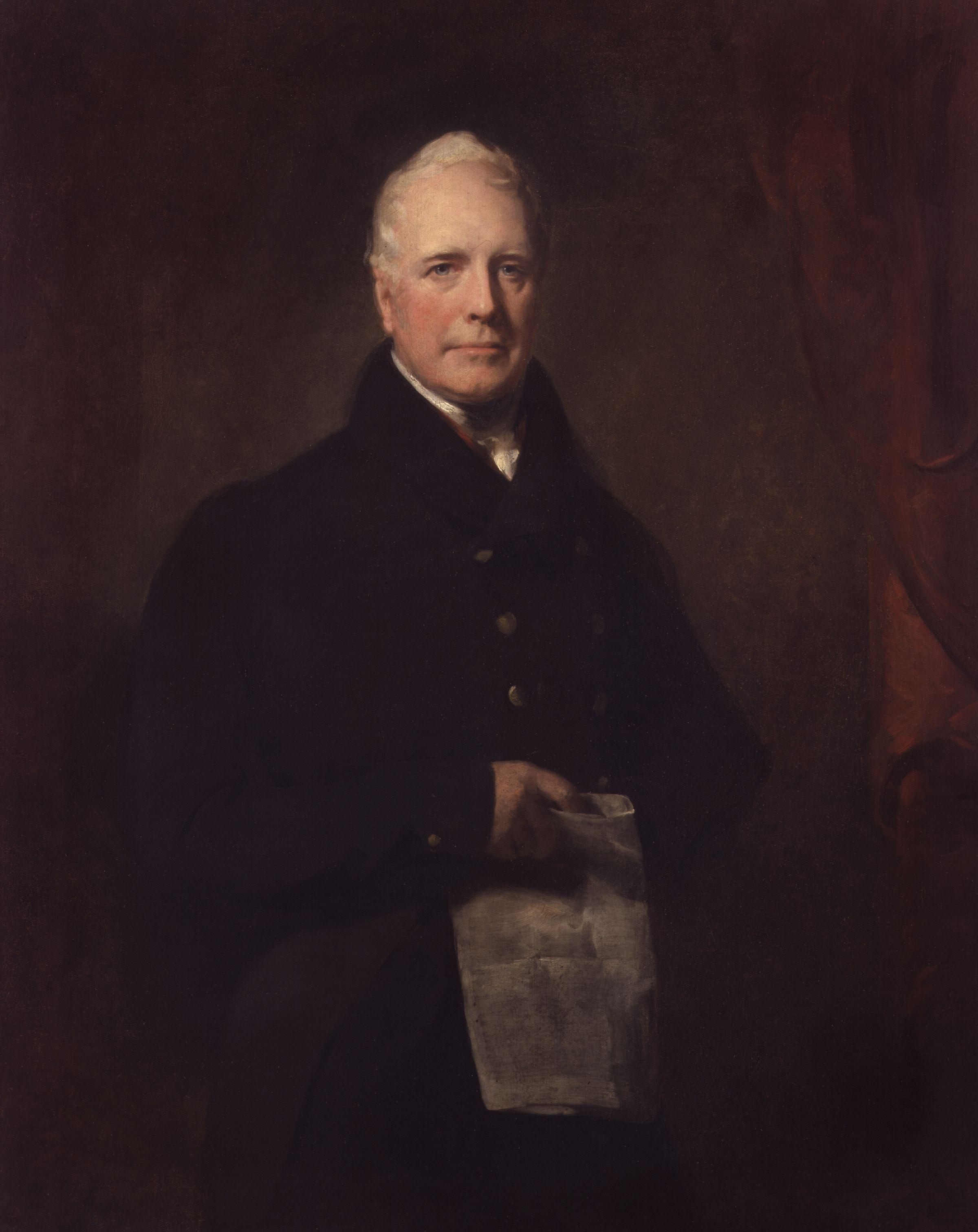
David Baird.

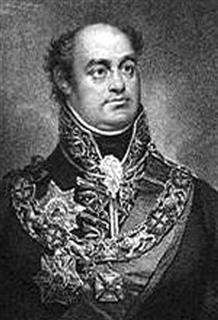
Willam Carr Beresford.

El 25 de julio el ministro de guerra británico Lord Castlereagh entregó al mayor general sir David Baird instrucciones secretas para que en combinación con la escuadra de sir Home Riggs Popham procurase la conquista del Cabo de Buena Esperanza:

A consecuencia de las informaciones que se han recibido, de que el Cabo se halla actualmente defendido por no más de 1500 a 2000 hombres de tropa regular, no de la mejor calidad y de que las milicias y los habitantes esperan con ansiedad la llegada de una fuerza británica y también por la facilidad existente para una operación contra aquella colonia por las tropas ya embarcadas y que deben seguir a la India, que sin inconvenientes pueden ser utilizadas durante la marcha a su ulterior destino, se ha resuelto intentar la conquista de la colonia mediante una operación combinada de una fuerza que saldrá de Cork, unida a la ya embarcada en Falmouth en buques de la Compañía de las Indias orientales.

El 5 de agosto de 1805 el primer batallón al mando de Pack zarpó de Cork junto al 72 y de 93 (Highland Brigade) al mando conjunto del brigadier general Sir Robert Crawford Ferguson, y a los regimientos 24, 38 y 83 al mando conjunto del brigadier general William Carr Beresford, un total de 4887 hombres, incluyendo 320 artilleros comandados por el general Yorke de los Royal Engineers, a los que se sumaban 400 Royal Marines que bajo el mando del capitán McKenzie fueron incorporados a la Highland Brigade. La fuerza total era de unos 7000 hombres que partieron a bordo del HMS Diadem y numerosos transportes convencidos de que su destino era operar en el Mar Mediterráneo contra el Imperio Otomano.
Tras abrir sus instrucciones y converger en Fayal (Madeira) con el resto de la escuadra, la expedición se desvió de su siguiente destino (Isla Santa Elena) y se dirigió a la costa nordeste del Brasil arribando el 11 de noviembre. La expedición dejó Salvador de Bahía el 28 de noviembre y tras una travesía sin contratiempos al amanecer del 4 de enero de 1806 arribó al Cabo.
En la tarde del 6 de enero la compañía de cazadores del 71 desembarcó en la caleta Lospard (actual Melkbosch o Melkbosstrand), una pequeña bahía en la costa occidental a 20 millas del Cabo, sufriendo un muerto y tres heridos en la tropa, y resultando heridos el mayor Weir y el mismo Pack.
Tras desembarcar el grueso del ejército, el 8 se inició el avance británico desde Lospard sobre Blaauwberg. El 71.º formaba en la segunda brigada (Highlanders) junto a los regimientos 72.º y 93.º al mando del general Ferguson. Durante la Batalla de Blaauwberg la brigada se desplegó en vanguardia en la cima de la colina y formaron en escalón, 200 yardas adelantados al resto de las fuerzas. Tras enfrentar el fuego del centro holandés y de su artillería, ligera pero eficaz, la brigada cargó a bayoneta calada y rompió la línea enemiga que inició la retirada. En el 71.º resultaron heridos los tenientes coronel Campbell y Grant. Tras la caída de Ciudad del Cabo, ahora al mando de Beresford, la brigada de highlanders continuó el avance sobre los holandeses hasta obtener la rendición el 18 de enero de 1806. Durante la campaña el 71.º tuvo 6 muertos y 73 heridos.

### Buenos Aires

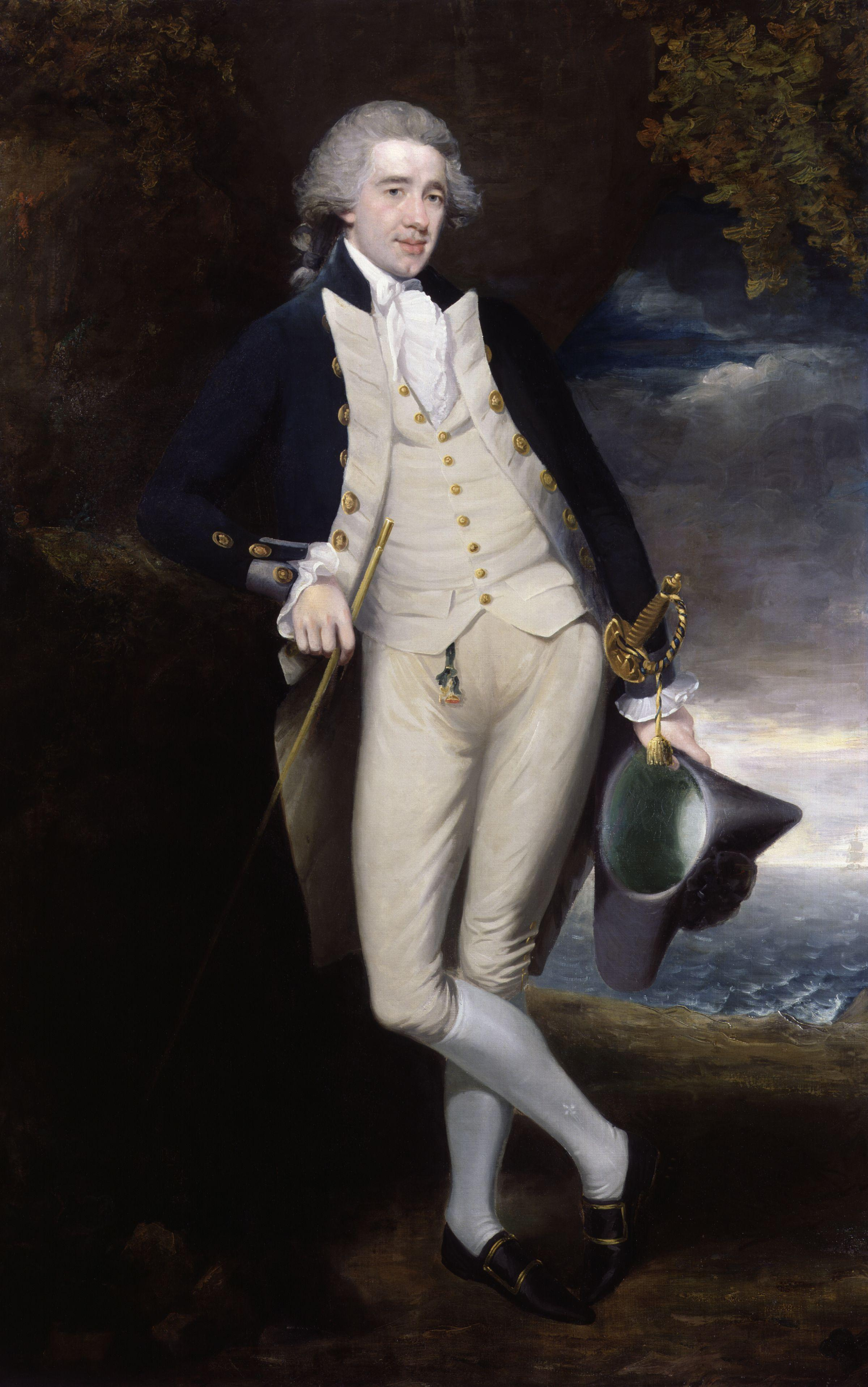
Home Riggs Popham

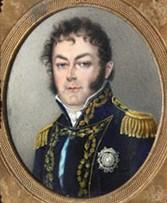
Juan Martín de Pueyrredón

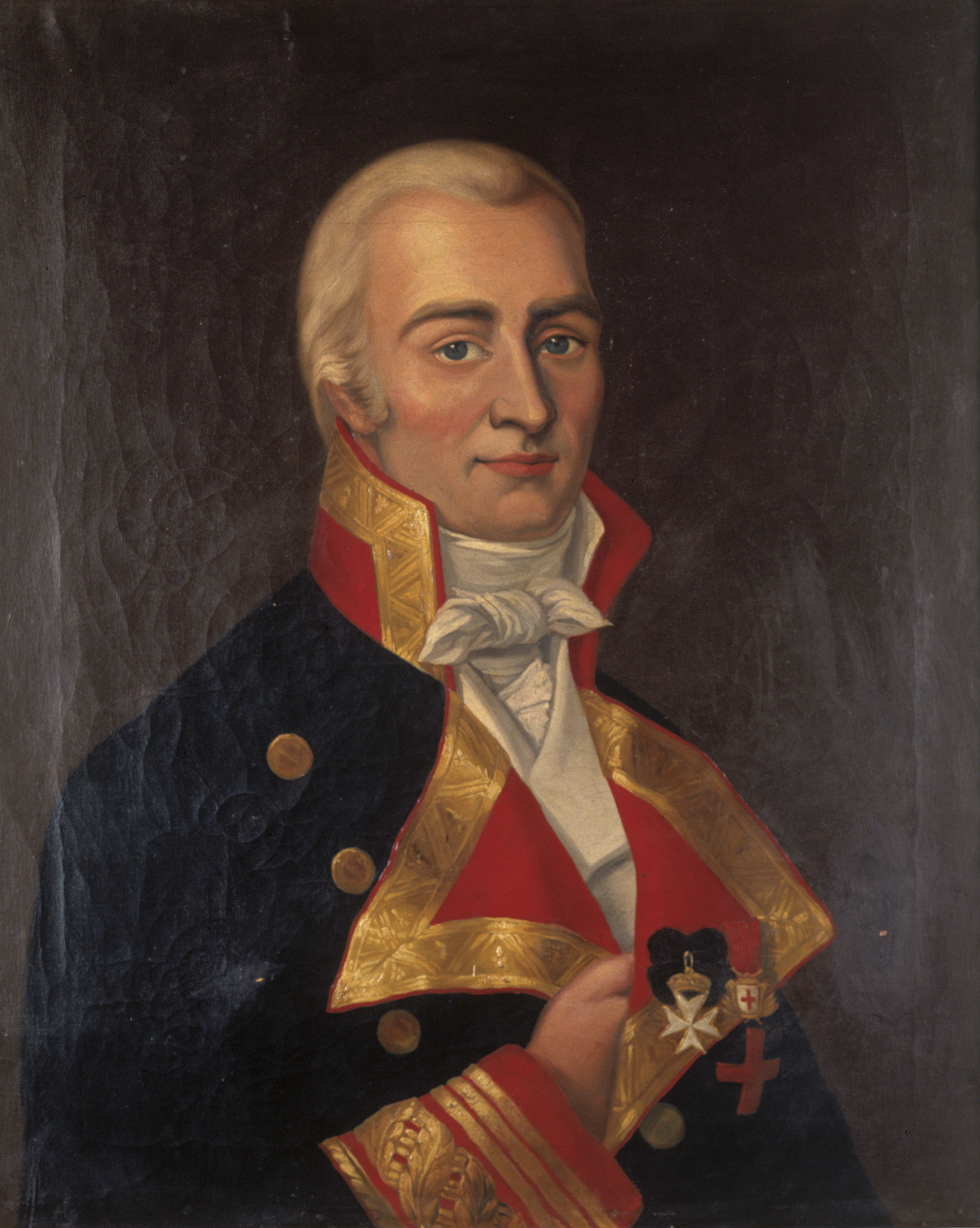
Santiago de Liniers

Finalizada la ocupación, controlado el territorio y despejadas las principales amenazas de contrataques de la flota francesa, Popham convenció al flamante gobernador Baird de proporcionarle tropas para operar contra el Virreinato del Río de la Plata. Baird puso al frente del cuerpo expedicionario al coronel William Carr Beresford. El 71.º constituía el núcleo de la fuerza británica que partió el 14 de abril y tras ser reforzada en Santa Elena el día 29 arribó frente a Montevideo el 8 de junio.
Decidido a operar contra la ribera opuesta del Río de la Plata ante la confirmación de que el tesoro español se encontraba en la ciudad de Buenos Aires y que buena parte de las fuerzas veteranas habían sido trasladadas a Montevideo, el 24 la flota británica anclaba frente a las costas de Quilmes (Buenos Aires). Cerca de 1600 hombres desembarcaron ese día sin oposición. Al siguiente día, tras un breve combate en Quilmes, los británicos se pusieron en marcha y vencida la débil resistencia en el Puente de Gálvez se adueñaron de la ciudad.
Al enterarse de la reunión en el actual partido de General San Martín de tropas de resistencia al mando de Juan Martín de Pueyrredón, en la medianoche del 31 de julio al 1 de agosto Beresford al mando de unos 600 hombres del 71.º y seis piezas de artillería volante marchó contra las fuerzas de Pueyrredón. En la mañana del 1 de agosto de 1806 en el combate de Perdriel los británicos se alzaron con la victoria sobre las milicias de la campaña porteña aunque una carga de caballería liderada por Pueyrredón estuvo a punto de acabar con el cuerpo de oficiales incluidos Beresford y Pack.
Producido el desembarco de las fuerzas de Santiago de Liniers el 10 de agosto las avanzadas del 71.º fueron sorprendidas y Beresford replegó sus tropas sobre la Plaza Mayor de la ciudad. El 12 de agosto se produjo el asalto. Superadas las posiciones avanzadas el 71.º formó en la Recova mientras el resto de las tropas se refugiaban en el Fuerte de Buenos Aires, para luego hacer lo propio. Tras la capitulación de esa misma tarde, el 71.º había perdido sus banderas y sufrido en la campaña 93 bajas entre muertos y heridos.
Los sobrevivientes permanecieron prisioneros hasta que tras el fracaso de la Segunda invasión inglesa al Río de la Plata en 1807 y la capitulación de John Whitelocke fueron liberados, aunque algunos (especialmente irlandeses) desertaron y permanecieron en el Virreinato del Río de la Plata y, tras la revolución, en las nacientes Provincias Unidas del Río de la Plata.
Tras arribar a Cork, recibieron un refuerzo de 200 hombres del segundo batallón remontando así la fuerza a 920 efectivos.
El 21 de abril de 1808 el general Floyd entregó al regimiento sus nuevos estandartes. Floyd, que había sido testigo del comportamiento de la unidad en la India expresó:
«Sabemos bien que defendieron su conquista con el mayor valor, buena conducta y disciplina hasta los extremos. Cuando disminuidos a un puñado de hombres, sin esperanza de socorro y desprovistos de provisiones se vieron debordados por multitudes, fueron reducidos por los azares de la guerra a perder su libertad y sus bien defendidas colores, pero no su honor.
(…) Los que ahora están en este desfile, desafiaron las seducciones tendidas para lograr su deserción y se ganaron la simpatía del ejército y del país, su conducta les asegura la estima de todos los verdaderos soldados, de todos los hombres dignos, que los embargará a cada uno de ustedes con honesto orgullo marcial.»

### Guerra Peninsular (1808-1809)

#### Campaña de Wellesley en Portugal
En junio de 1808 el primer batallón partió rumbo a Portugal en la expedición de 10 000 que al mando de sir Arthur Wellesley desembarcó en bahía Mondego a principios de agosto. Pese a incorporar una división de tropas de Gibraltar (5000 hombres) y otra portuguesa (6000), desprovisto de víveres y pertrechos el avance se detuvo tras alcanzar Caldas el 14 de ese mes.
El 17 de agosto los angloportugueses derrotaron a los franceses en la batalla de Roliça (Roleia). En la acción el grueso del 71.º participó de maniobras de distracción sobre el flanco derecho francés y solo la compañía ligera luchó teniendo un muerto y un herido.
El 21 de agosto Wellesley se enfrentó a Junot en la decisiva batalla de Vimeiro. El primer batallón del 71.º, con 935 hombres, formó al este de Vimeiro en la 2ª Brigada al mando del mayor general Ronald Craufurd Ferguson, junto al primer batallón del 40.º (923 hombres) y al regimiento 36.º (reducido a 591 efectivos).
Durante la acción la compañía de granaderos al mando del capitán Alexander Forbes cargó sobre una batería enemiga capturando cinco cañones y obuses con su parque y mantuvo la posición frente a los contraataques franceses hasta que el avance del grueso de la brigada aseguró el puesto, sufriendo en la acción dos muertos y 15 heridos.
El combate terminó en la total derrota del ejército napoleónico que debió retirarse a Lisboa y firmar la Convención de Cintra del 30 de agosto por la que las armas francesas debieron evacuar Portugal.
La actuación del batallón del 71.º, que incluso capturó al general francés Brennier, fue especialmente destacada en los partes y mereció el agradecimiento de ambas cámaras del Parlamento, recibiendo posteriormente la autorización real para llevar la palabra "Vimeiro" en el color del regimiento.

#### Campaña de Moore en España

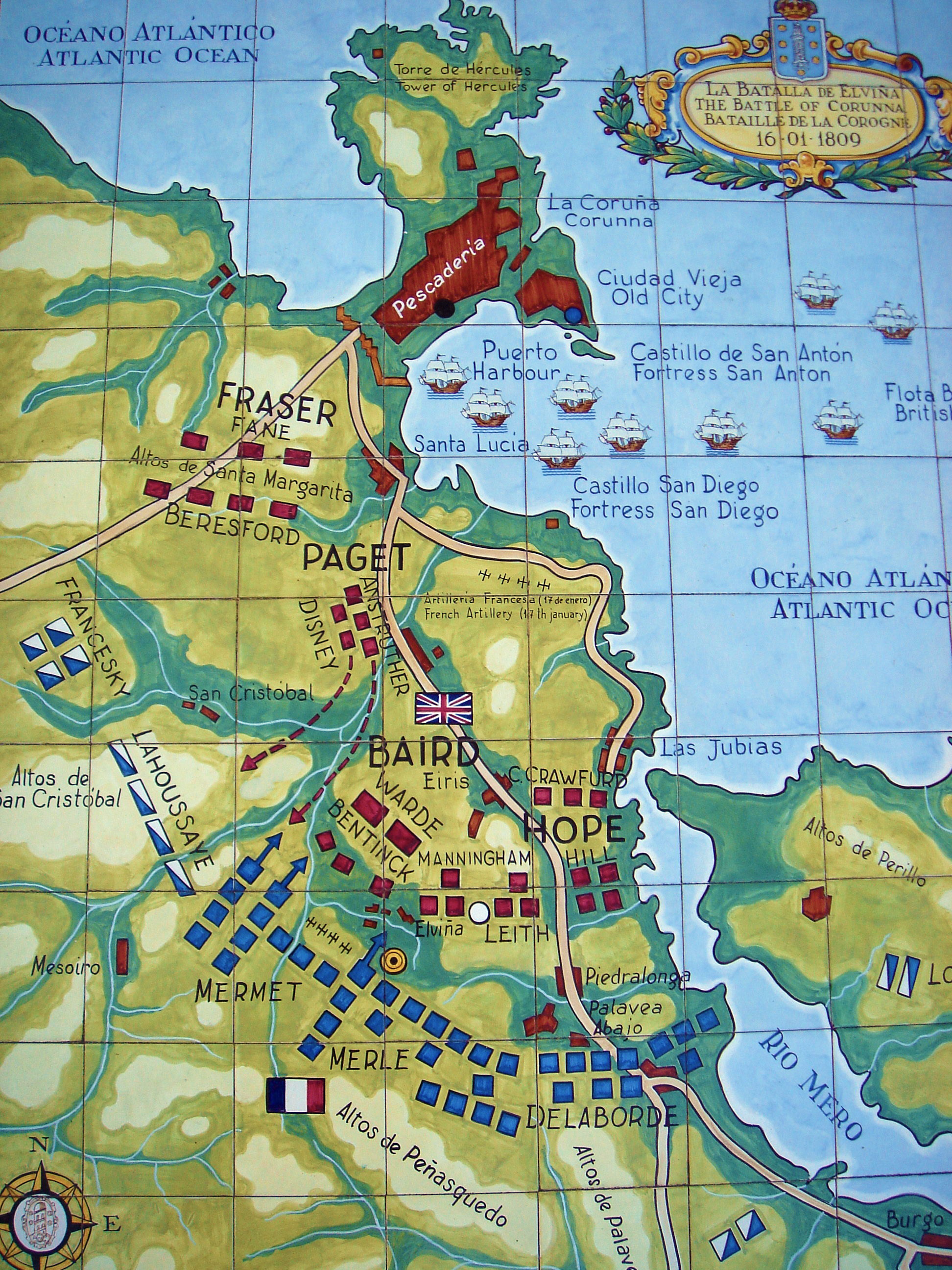
Mapa de la batalla de Elviña

En septiembre de 1808 asumió el mando del ejército el teniente general sir John Moore con el objetivo de llevar la lucha a España. El 71.º constituyó brigada junto a los regimientos 36 y 92.º al mando del general de brigada Catlin Crawfurd, adscriptos a la división del teniente general John Hope, posteriormente conde de Hopetoun.
El 27 de octubre la división dejó Lisboa y se unió a Moore en Salamanca. El regimiento participó en la desastrosa retirada a La Coruña, sufriendo enfermedades y largas marchas bajo el severo clima invernal y faltos de comida, combustible y ropa adecuada.
En la retirada Moore hizo destruir equipaje, munición y pertrechos para evitar que cayeran en manos del enemigo, e incluso los que por debilidad, enfermedad o a raíz de sus heridas se veían imposibilitados de continuar fueron abandonados. El 71.º sufrió 93 bajas por enfermedad o fatiga.
En enero de 1809 el teniente general Francis Dundas fue transferido como coronel honorario desde el 94.º regimiento en reemplazo de Francis John Cradock, quien fue designado coronel del 43.º.
El 11 de enero el ejército llegó a La Coruña y mientras Moore esperaba los transportes rezagados las avanzadas francesas entraron en combate con 4 compañías del 71.º, que sufrió varias bajas. Pronto la lucha se generalizó. En la batalla de Elviña o de La Coruña, el 71.º formó en el extremo izquierdo de la línea británica por lo que tuvo escasa participación en la victoria que costó la vida a Moore pero permitió que el 17 de enero el ejército pudiera embarcar para Inglaterra.
En conmemoración a la victoria y fundamentalmente a la conducta del regimiento durante la expedición, el 71.º fue autorizado a agregar "Coruña" a sus colores.
A fines de enero el ejército arribó a Plymouth y el primer batallón del 71.º marchó a Ashford y en junio fue reforzado por oficiales y 311 hombres entre suboficiales y tropa provenientes del segundo batallón y voluntarios de la milicia.

### Infantería Ligera
En marzo de 1809 el 71.º se convirtió en un regimiento de infantería ligera, adaptándose en consecuencia su vestimenta, armamento y doctrina, aunque en consideración a su tradición nacional y como regimiento de montaña se autorizó a los hombres a conservar partes de la vestimenta que no fueran incompatibles con una unidad de esas características. El 4 de abril de 1810 el teniente coronel Pack peticionó al respecto al ayudante general William Wynyard recibiendo la siguiente respuesta el 12 de ese mismo mes:
«no hay nada que objetar a que el 71.º sea denominado Regimiento de Infantería Ligera de las Tierras Altas [Highland Light Infantry Regiment], a que retenga sus gaitas así como la vestimenta de las Tierras Altas para los gaiteros, y, por supuesto, le será permitido usar capas de acuerdo al diseño recientemente aprobado».

### Expedición Walcheren
El 16 de julio de 1809 el primer batallón embarcó en Portsmouth a bordo del HMS Belleisle y el HMS Imperieuse. Formaban en la unidad tres oficiales de campo, seis capitanes, 27 suboficiales, 48 sargentos y tambores y 974 soldados rasos. El 28 de julio zarpó la llamada expedición Walcheren, 40 000 hombres al mando del general John Pitt, 2.º Earl de Chatham, escoltados por 39 navíos, 36 fragatas y numerosos cañoneros al mando del almirante sir James Strachan que en treinta horas alcanzó el canal Roompet.
El objetivo de la operación era destruir la flota francesa anclada en Flesinga, Holanda, y aliviar la presión sobre el Imperio Austríaco, sin saber de la derrota de su aliado a manos de Napoléon en la batalla de Wagram.
El batallón formaba brigada con los regimientos 68 y 85, bajo el mando del general de brigada Francis de Rottenburg, barón de Rottenburg (1757–1832), adscripta a la división comandada por el teniente general Alexander Mackenzie Fraser, a su vez parte del cuerpo de ejército al mando del teniente general sir Eyre Coote.
Los hombres del 71.º encabezaron el desembarco en Walcheren. El enemigo se replegó escaramuceando y el 71.º capturó una batería costera tras lo que avanzó bordeando el dique marino sobre la posición fortificada de Ter Veer, que contaba con una guarnición de 800 hombres.
Al caer la noche el batallón inició el avance final en perfecto silencio con orden de atacar a bayoneta, cuando la vanguardia chocó con tropas enemigas recibiendo el fuego de artillería y fusilería del fuerte. El 71.º se replegó sufriendo la muerte del cirujano Charles Henry Quin y otras 18 bajas. Sitiado por mar y tierra el fuerte cayó tres días después y el 71.º se sumó al sitio de Flesinga ubicándose en la extrema izquierda de las líneas apoyándose en el Escalda.

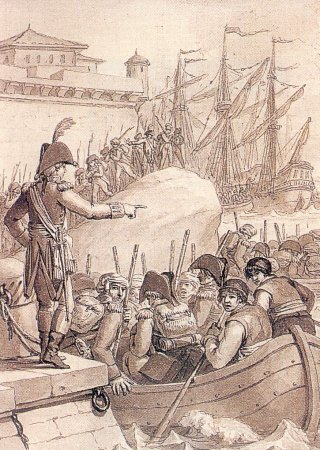
Retirada británica de Walcheren

El 13 de agosto tuvo lugar un fuerte bombardeo terrestre y naval que provocó numerosos focos de incendio en la población y consiguió reducir las baterías enemigas. Rechazada un aprimer intimación se reanudó el bombardeo. El 14 de agosto dos compañías del 71 al mando de Pack enfrentaron un destacamento de batidores enemigos sufriendo ligeras bajas.
Los 6000 hombres que defendían Flesinga capitularon finalmente el 15 de agosto, y un destacamento de 300 hombres del 71.º al mando del mayor Arthur Jones fue responsable de guardar la puerta izquierda. Aunque el arsenal naval y algunos buques de guerra cayeron en manos de los británicos, el general francés Jean-Baptiste Bernadotte había dispuesto oportunamente el retiro del grueso de la flota a Amberes.
Fracasada la expedición, el 71.º pasó a Middelburg y luego a Ter Veer, donde Pack fue nombrado comandante militar y el teniente Henry Clements alcalde de la ciudad. El batallón permaneció en la isla hasta el 22 de diciembre, donde tras destruir las defensas fue evacuado tras haber sufrido 90 muertos (5 de ellos oficiales), solo 51 en combate.
Al sobrepasar Cadsand, el fuerte abrió fuego sobre los transportes, resultando herido un sargento del 71.º. El 25 de diciembre el batallón desembarcó en Deal y marchó a las barracas de Brabourne-Lees (Kent), donde se unió en brigada nuevamente a los regimientos de infantería ligera 68.º y 85.º.

### Guerra Peninsular (1810-1812)
En mayo de 1810 el teniente coronel Pack fue desafectado del regimiento y destinado a servir como general de brigada en el ejército portugués. A comienzos de septiembre el batallón recibió órdenes de preparar seis compañías para luchar en España. Tras reubicar sus mejores hombres en las compañías 1ª, 2ª, 3ª, 4ª, 6ª y 10ª, el batallón reducido (compuesto por 30 oficiales, 42 sargentos y 615 soldados) zarpó el 15 de septiembre en dos fragatas, desembarcando en Lisboa el día 26 de ese mes.
Siete días después el batallón inició la marcha. Un soldado del 71.º describiría en su diario el equipo: «nuestros equipos de campamento […] consisten en un caldero y su gancho cada seis hombres, una manta, una cantimplora y mochila para cada hombre; se habían dado órdenes de que cada soldado en marcha debe llevar con él tres días de provisiones. Mi mochila contenía dos camisas, dos pares de calcetines, un par de overoles, dos cepillos para el calzado, una caja de afeitar, un par de zapatos de repuesto, y unos pocos otros artículos; mi abrigo y la manta arriba de la mochila, la cantimplora con agua colgando de uno de mis hombros y mi mochila, con la carne y el pan, del otro; sesenta tiros, y la caldera encima de todo.»

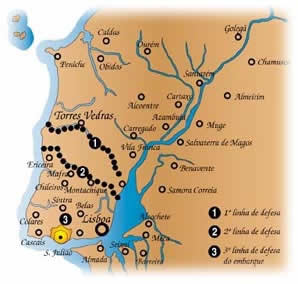
Líneas de Torres Vedras

En Mafra el 2 de octubre asumió el mando el teniente coronel Henry Cadogan y el día 10 el destacamento se unió al ejército de Wellington en Sobral, siendo afectado a la brigada al mando del general sir William Erskine junto a los regimientos 50 y 92, incluida en la primera división comandada por el teniente general sirSpencer Brent.
Ese mismo día fueron enviados a la colina que dominaba la ciudad a combatir a las avanzadas francesas cubriendo la retirada del ejército. Finalmente se replegaron seguidos de cerca por los franceses cediendo la ciudad a sus enemigos, que la abandonaron al siguiente día manteniendo posiciones en las inmediaciones. El 14 el 71.º luchó nuevamente en Sobral con la vanguardia francesa. En estas acciones el batallón tuvo 42 bajas (ocho muertos y 34 heridos).
Finalmente, el 15 de octubre fue retirado a las líneas de Tibreira, continuación de las de Líneas de Torres Vedras, permaneciendo en observación de los movimientos del ejército del mariscal André Masséna hasta que, falto de provisiones, inició su retirada en la noche del 14 de noviembre, seguido por las fuerzas aliadas (incluyendo al 71). Mientras Massena se afirmaba en las cercanías de Santarém, Wellington maniobró ubicándose delante de su adversario en Cartaxo.

#### Batalla de Fuentes de Oñoro

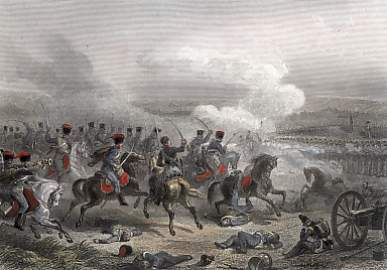
Batalla de Fuentes de Oñoro

El 71 permaneció acuartelado en un convento en Alquintrinha hasta marzo de 1811, cuando recibió dos compañías del batallón de refuerzo. En la noche del 5 de marzo los franceses consiguieron eludir la vigilancia británica y transponer sus líneas. El 7 se inició la persecución pero recién pudieron alcanzarlo el 9 de abril en Aguida. La I División, incluyendo al 71, permaneció acuartelada en Abergaria, un pequeño pueblo en las fronteras de España, hasta el 30 de abril cuando el ejército británico formó en línea de batalla a unos tres kilómetros en la retaguardia de Fuentes de Oñoro (Fuentes d'Onor).
Al amanecer del 3 de mayo, toda la caballería y dieciséis compañías de infantería ligera ocuparon la ciudad. A las tres de la tarde el coronel Cadogan recibió órdenes de iniciar el avance. Tras sobrepasar a las compañías ligeras británicas en retirada chocaron con las tropas francesas y las empujaron a través de la ciudad sufriendo importantes bajas.
Tras ser reforzados por el regimiento 79, coronel Cameron, el 71 enfrentó el contrataque francés del siguiente día hasta que debieron retirarse fuera de la ciudad. Allí recibieron el embate francés, pero mientras la infantería ligera británica formaba en orden abierto la francesa atacaba en orden cerrado sufriendo más bajas, hasta que una carga del 88.º permitió a los británicos reconquistar la ciudad.
El 71 tomó 110 prisioneros (10 oficiales), pero tuvo alrededor de 150 bajas propias (30 muertos, 117 heridos y 2 oficiales y varios soldados prisioneros).
En homenaje al desempeño del 71 en la batalla de Fuentes de Oñoro, el regimiento recibió posteriormente la autorización real para llevar las palabras "Fuentes d'Onor" en los colores del regimiento.

#### Batalla de Arroyo de Molinos (28 de octubre de 1811)

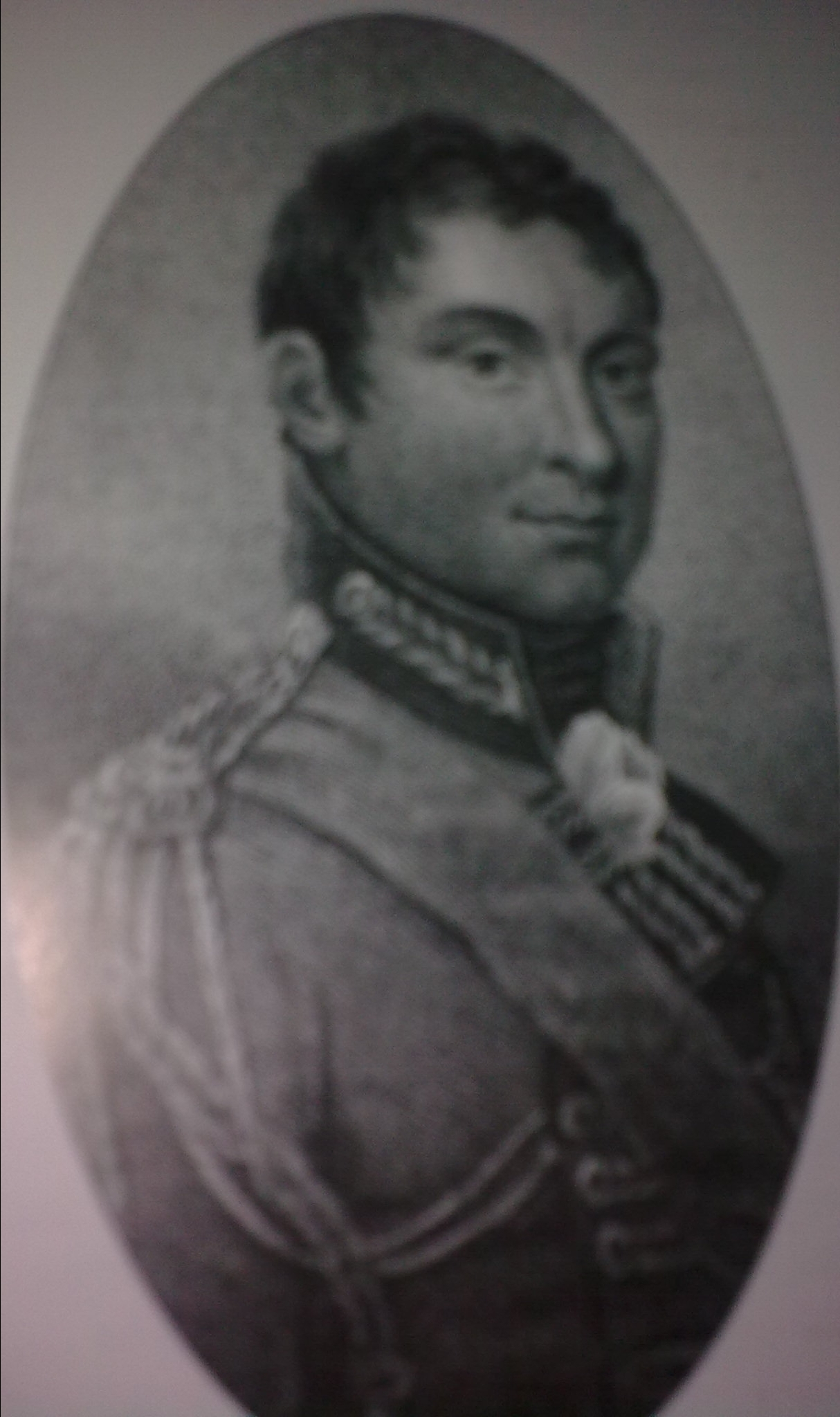
General Rowland Hill

Tras regresar a Albergaria el 26 de mayo inició la marcha para unirse al ejército del mariscal Beresford que sitiaba Badajoz pero tras permanecer en el campamento de Toro de Moro, donde fue reforzado por un destacamento de 350 hombres del 2º Batallón estacionado en Deal, se reintegró al ejército de Wellington el 20 de julio en Borba. El 1 de septiembre fue destinado a Portalegre, desde donde marchó el 4 de octubre a Castello de Vido.
El 22 de octubre el mando británico recibió información de que el general Jean-Baptiste Girard, que operaba en Extremadura con 4000 hombres de infantería y caballería, había cortado parte de los suministros británicos.
La brigada comandada por el general Rowland Hill, incluyendo al 71.º, fue enviada a enfrentarlos. El día 27 Hill los alcanzó en Alcuesca. Esa noche los británicos iniciaron en silencio y bajo la lluvia el avance sobre las posiciones francesas en Arroyo del Molino, a tres millas de la ciudad, el 71.º marchando como guardia avanzada de la caballería y artillería montada.
Al llegar el día, el 71.º recibió órdenes de iniciar el ataque: debía cargar en columnas por tres calles de la ciudad, forzando el paso hasta atravesarla, sin desviarse ni tomar prisioneros. El confuso asalto bajo la lluvia cerrada fue exitoso: fueron capturados alrededor de 3000 hombres y 6 piezas de artillería, así como 1600 caballos que de regreso en Portalegre fueron vendidos y el producto repartido entre los hombres de acuerdo a su rango.

#### Batalla de Almaraz (19 de mayo de 1812)

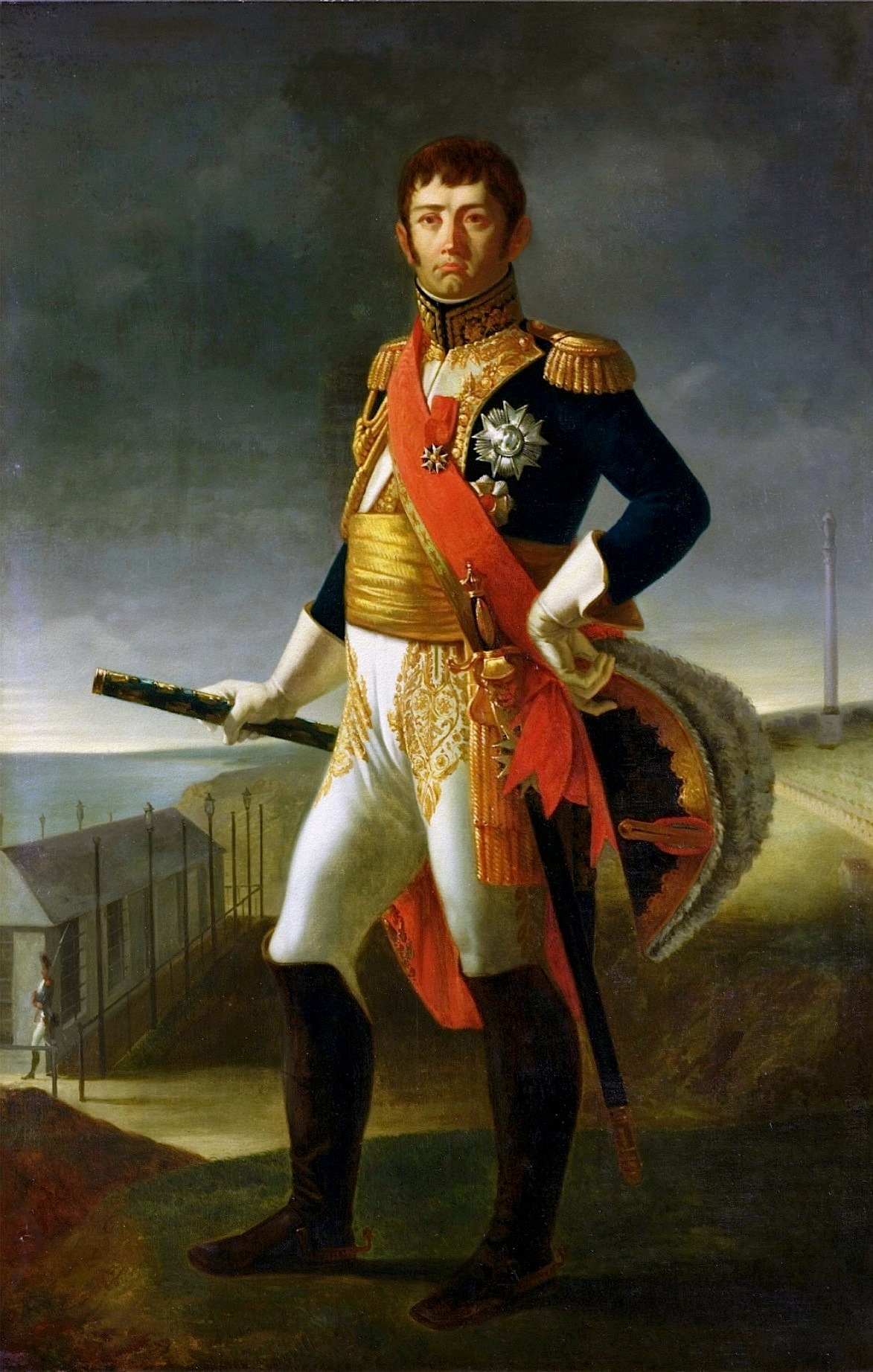
Mariscal Jean de Dieu Soult

Tras participar de la campaña de enero de 1812 para expulsar a los franceses de Extremadura, el 71 permaneció acantonado en Portalegre hasta que recuperada Badajoz por Wellington el 6 de abril, junto a las restantes unidades bajo el mando de Rowland Hill fue destinado a Almendralejos en observación de los movimientos del mariscal Jean de Dieu Soult. El 11 de mayo marchó a Almaraz para destruir un puente de barcazas sobre el río Tajo, arribando el día 18 a las cercanías de Almaraz.
El 71 formaba en la brigada del mayor general Howard junto al 50.º de Infantería, al 92.º ("The Gordon Highlanders") y a una compañía de rifles del 60.º, en el ala izquierda del dispositivo británico.
Esa noche, al mando directo de Hill, la brigada de Howard y el 6.º de Cazadores avanzaron con escaleras por el Puerto de la Cueva sobre la posición francesa del Fuerte de Napoleón, situado sobre el Cerro del Tesoro en el antiguo emplazamiento de la ermita de Nuestra Señora del Agua y defendido por las compañías de granaderos de los Regimientos 6.º Ligero y 39.º de Línea y 9 piezas de artillería, al mando del coronel Aubert. Con una cerrada oscuridad (luna llena), descendiendo por un abrupto sendero de cabras y portando las escalas de 30 pies, el lento descenso complicó los planes de Hill y al amanecer del día 19 los hombres del 71 se encontraban dispersos al pie de la colina, en Romangordo, a cerca de 2 kilómetros de su objetivo.
Recién tras reorganizarse continuaron su avance pero fueron favorecidos por la distracción de los franceses que se volcaron a los muros del sudoeste para observar el ataque de distracción británico sobre Miravete y Hill consiguió llegar con 900 hombres del 50.º de Infantería y el ala derecha del 71.º a 300 metros del fuerte sin ser detectado.
Seguidamente se lanzaron en tres columnas a bayoneta calada sobre el fuerte alcanzando los muros tras recibir cuatro descargas de los defensores. Al pie de los muros descubrieron que la zanja perimetral era más honda de lo previsto y las escaleras no alzanzaban el borde. Bajo disparos de fusilería, granadas y piedras consiguieron alcanzar una cornisa exterior y finalmente tomar los muros y desplegarse por la fortificación. Los franceses huyeron hacia el puente presionados por los británicos pero algunas barcazas se hundieron bajo el peso de los soldados que huían muchos de los cuales perecieron ahogados.
Habiendo recibido fuego de artillería del Fuerte de Ragusa que dominaba la orilla opuesta, los británicos volvieron los cañones contra aquel hasta conseguir que evacuaran la posición, lo que les permitió ocupar finalmente el pueblo de Almaraz y reaprovisionarse.
Tras volar los restos del puente y el fuerte Napoléon, los británicos se retiraron.
Durante el combate el regimiento tuvo 9 muertos y 34 heridos. El regimiento sumó "Almaraz" a sus colores y por su actuación mereció menciones especiales en los partes.

### Vitoria y campaña de los Pirineos (1813-1814)

#### Batalla de Vitoria (21 de junio de 1813)
El 71.º marchó siguiendo los movimientos del enemigo hasta el 7 de noviembre de 1812 cuando ocupó Alba de Tormes hasta el 13 de noviembre, período durante el cual tuvo escaramuzas contra los franceses en las que sufrió 7 muertos y 6 heridos. Siguiendo al repliegue del ejército hacia Portugal y tras varias escaramuzas en diciembre llegó a Puerto de Baños, donde el 1º batallón se recompuso de sus bajas con un contingente de 150 hombres del 2.º batallón. Permaneció acantonado hasta abril de 1813, siendo luego trasladado a Béjar, que ocupó hasta el 21 de mayo.
El 20 de junio, el batallón junto con el resto de su división acampó en La Puebla de Arganzón, al sudoeste de Vitoria. En la mañana del día 21 los dos ejércitos estaban formados en batalla. El 71 recibió la orden de tomar las colinas del sur para apoyar a las fuerzas españolas al mando del general Pablo Morillo en su avance sobre Puebla de Arganzón y el desfiladero de Las Conchas, protegidos por tropas de Honoré Gazan.
El avance se efectuó por el desfiladero bajo un fuego muy intenso en el que cayó mortalmente herido el comandante coronel Cadogan. Los franceses retrocedieron y el 71.º tomó la primera cima y mientras cuatro compañías se desplegaban por la izquierda en escaramuzas sobre el flanco enemigo el grueso avanzó en columnas hasta dominar la colina, soportando luego desde Subijana de Álava el contrataque de las divisiones de Eugene-Casimir Villatte y de Jean-Pierre Maransin, escasos de provisiones y de agua, con solo 300 hombres capaces de combatir de los 1000 en armas en esa mañana.
Reiniciado el ataque en la llanura, la segunda división con los restos del 71 descendió en columnas sin encontrar resistencia y tras reaprovisionarse en los campos siguió su avance en dirección a Ariñez, empujando el flanco izquierdo de los franceses contra el centro de su dispositivo, hasta que al anochecer acamparon en una altura vecina a Vitoria.
Las pérdida del regimiento en la batalla de Vitoria ascendieron a 370 hombres, 89 muertos y 281 heridos.

#### Batalla de Maya (25 de julio de 1813)
Mientras los franceses se retiraban sobre Pamplona seguidos por los aliados, tropas británicas marcharon hacia los Montes Pirineos. El 8 de julio el 71.º llegó a Maya y el 25 de julio enfrentó el contraataque francés manteniendo su posición incluso tras agotarse sus municiones, llegando entonces a lanzar piedras sobre el enemigo para impedir su avance. En la acción tuvo 57 muertos y 83 heridos.

#### Batalla de Lizaso (30 de julio de 1813)
Hill avanzó con su ejército seguido por los franceses hasta que el 30 de julio se hizo fuerte en Lizaso (Ulzama, Navarra). En la batalla que siguió el 71 tuvo 60 bajas (24 muertos y 36 heridos).
Al día siguiente el 71 volvió a combatir en el paso de Doña María sufriendo pérdidas aún mayores: un sargento y 29 soldados muertos y 2 sargentos y 45 soldados heridos, 77 bajas en total.
Durante la campaña de los Pirineos, entre el 14 de junio y el 7 de agosto, el regimiento perdió entre muertos y heridos 33 oficiales, 6 trompetistas y 553 suboficiales y soldados, un total de 592 bajas, más del 50% de su dotación nominal. Por su actuación el 71 fue autorizado a llevar la palabra "Pirineos" en sus colores.
Durante los siguientes meses el regimiento permaneció acampado en las alturas de Roncesvalles afectado a la construcción de casamatas caminos para la artillería. Durante ese período no hubo más adversario que el clima, exceptuando un infructuoso ataque francés sobre una avanzada realizado en la noche del 11 de octubre.

#### Batalla de Nive (diciembre de 1813)
Después de la batalla de Nivelle, en la que el 71 no participó, el regimiento permaneció acantonado en Cambo-les-Bains donde fue reforzado por un destacamento de 16 hombres del segundo batallón (entonces en Glasgow).
El 9 de diciembre cruzó el río Nive y tomó sin bajas las alturas opuestas, enviándose en avanzada dos compañías que no fueron perseguidas por los franceses. Estos se replegaron finalmente a Bayona y Hill desplegó su ejército apoyando su ala derecha en el río Adur, la izquierda en el Nive y el centro, donde formó el 71 en St.Pierre, al otro lado de la carretera a Saint-Jean-Pied-de-Port.
En la tarde del día 12 el 71.º avanzó hacia Bayona, deplegándose a lo largo de la carretera principal donde permaneció hasta que en la mañana del 13 recibió la orden de marchar hacia su flanco derecho en apoyo de fuerzas españolas comprometidas en combate contra fuerzas francesas superiores.
El combate se empeñó durante cinco horas con la pérdida de un gran número de hombres pero las líneas francesas permanecieron firmes. Al anochecer fueron relevados y volvieron a sus posiciones tres leguas río arriba de Bayona, a lo largo de sus orillas, desde donde hostigaron el paso de los buques que intentaban abastecer la plaza, consiguiendo hundir uno de ellos.
En la batalla de Nive el 71.º tuvo 29 muertos, entre ellos el teniente coronel Mackenzie, y 41 heridos. Por su comportamiento el regimiento fue autorizado a agregar "Nive" a sus colores.

#### Batallas de Orthez y Aire-sur-l'Adour (27 de febrero y 2 de marzo de 1814)
Tras luchar en Sauveterre (Altos Pirineos) el 26 de febrero de 1814, el regimiento tomó parte en la batalla de Orthez. Si bien se sumó tardíamente al combate y no sufrió bajas pudo incorporar "Orthez" a sus colores.
Dos divisiones del ejército francés se retiraron a Aire-sur-l'Adour y Rowland Hill fue enviado con su división y una brigada portuguesa a desalojarlos. En la victoria del 2 de marzo el 71 tuvo un oficial y 17 soldados muertos y un oficial, un sargento, y 19 soldados heridos.
En Aire el 71 fue reforzado por un destacamento del segundo batallón de 140 hombres al mando del mayor Arthur Jones.

#### Batalla de Toulouse (10 de abril de 1814)
En la batalla de Toulouse (10 de abril de 1814) algunas de las compañías del 71 fueron empleadas en operaciones de escaramuza, sufriendo la pérdida de un sargento y tres soldados muertos y seis heridos.
En la tarde del 12 de abril se tuvo la noticia de que Napoleón Bonaparte había abdicado, y poco después se proclamó la paz. El 71.º marchó de Toulouse a Blaachfort, y quince días después pasó a Burdeos, donde embarcó el 15 de julio arribando a Cork el 28 de ese mes. Poco después, el regimiento pasó a Limerick, donde permaneció el resto del año, asumiendo el mando en el mes de diciembre el coronel Thomas Reynell.

#### Waterloo

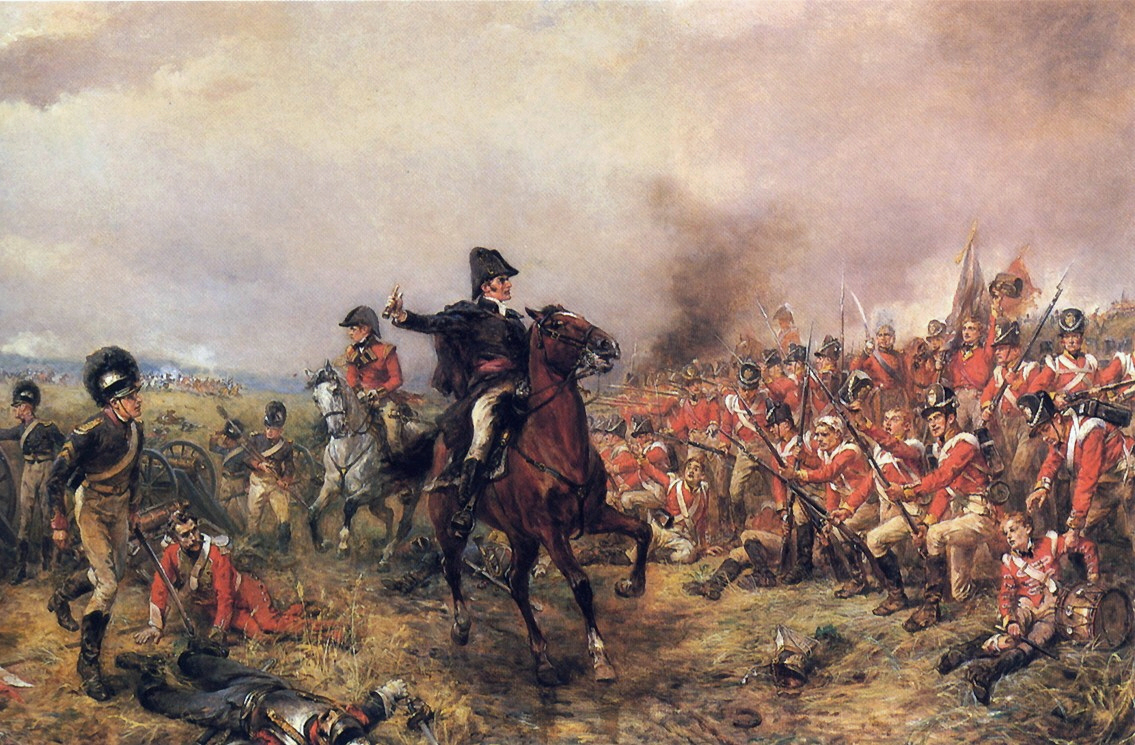
Arthur Wellesley comandando a los británicos en Waterloo.

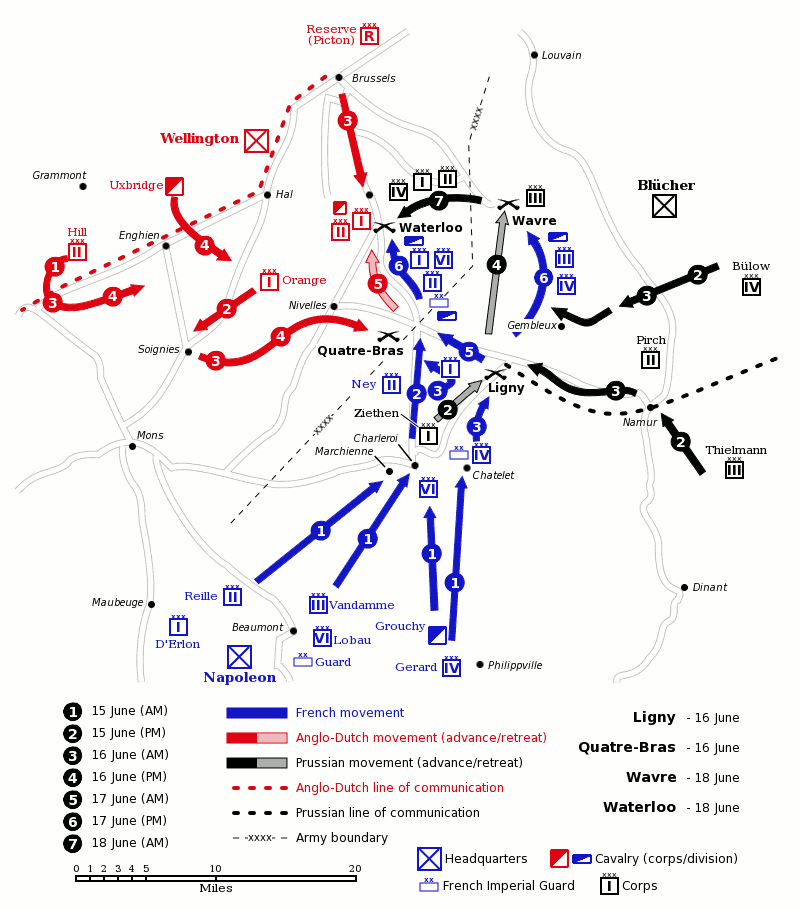
Mapa de la campaña de Waterloo

En enero de 1815 el primer batallón del 71.º embarcó en Cork para ser enviado a los Estados Unidos, pero las noticias de la paz celebrada con esa nación y del regreso de Napoleón Bonaparte al poder en Francia motivaron que fuera enviado a Ostende, donde desembarcó el 22 de abril.
Marchó al mando del coronel Reynell a Leuze, donde permaneció hasta el 16 de junio de 1815. Junto al primer batallón del 52.º y a ocho compañías del regimiento 95 (rifles), los 997 hombres del primer batallón del 71.º fueron asignados a la brigada del general Frederick Adam, parte de la división del teniente teneral sir Henry Clinton.
En la noche del 16 de junio el 71.º entró en Nivelles y en la mañana del día 17 tomó el camino a Waterloo. Junto al resto de la brigada tomó posición detrás de Hougoumont, permaneciendo armas en mano y bajo una lluvia torrencial toda la noche. Dos horas después del amanecer el general Hill se llevó a la décima compañía para cubrir su reconocimiento del campo.
Al mediodía el batallón formó línea tendidos en la cara de una ladera cubriendo a una brigada de artillería. Durante cerca de dos horas y sin poder responder el fuego soportó un bombardeo constante de la artillería enemiga que le costó 60 hombres.
A las dos de la tarde un escuadrón de lanceros franceses se lanzó sobre la artillería desconociendo la presencia del 71.º. El batallón formó rápidamente en cuadro recibiendo a los lanceros con su cara derecha.
Pronto recibió la orden de trasladarse a las alturas. En columnas marchó recibiendo ocasionales cargas de la caballería francesa pero protegido por el humo consiguió replegarse y tras formar en línea abrió fuego sobre el enemigo que cargaba y lo hizo retroceder.
Tras resistir en cuadro nuevas cargas de dragones enemigos, se replegó con el resto de las fuerzas británicas a las alturas en la retaguardia, seguidos por los franceses a muy cercana distancia.
Lord Wellington llegó cabalgando y la brigada formó cuadro con él en el centro para recibir a la caballería pero al poco tiempo el ejército recibió órdenes de avanzar. El 71.º marchó en dos columnas, de cuatro en fondo, mientras que los franceses se replegaban efectuando repetidas cargas hasta que finalmente la retirada se hizo general y la victoria británica quedó asegurada.
El 71.º tuvo 31 muertos y 180 heridos, 36 de los cuales murieron a resulta de sus heridas. Entre los muertos se encontraba el mayor Edmund L'Estranege, ayudante de campo del mayor general sir Denis Pack, y entre los heridos el comandante del batallón coronel Thomas Reynell y el teniente coronel Arthur Jones, cuatro capitanes, un mayor y siete tenientes.
Tras la victoria el 71.º marchó a París con el resto del ejército permaneciendo acampado en los Campos Elíseos hasta principios de noviembre. Pasó entonces a Versalles, a Viarmes en diciembre.
El 21 de diciembre el segundo batallón fue disuelto en Glasgow y sus efectivos transferidos al primer batallón.
En enero de 1816 el regimiento marchó hacia el Paso de Calais, donde fue acantonado en varias aldeas. El 21 de junio el 71.º recibió en Rombly las medallas concedidas por el Príncipe Regente a los oficiales y soldados por sus servicios en Waterloo.
El 13 de enero de 1817 el regimiento recibió nuevos colores, que fueron presentados por el mayor general sir Denis Pack. A finales de octubre de 1818 embarcó finalmente rumbo a Inglaterra, y tras arribar a Dover el 29 de ese mes, pasó a Chelmsford, donde se redujo su planta de 810 a 650 hombres.

### De Waterloo a Crimea

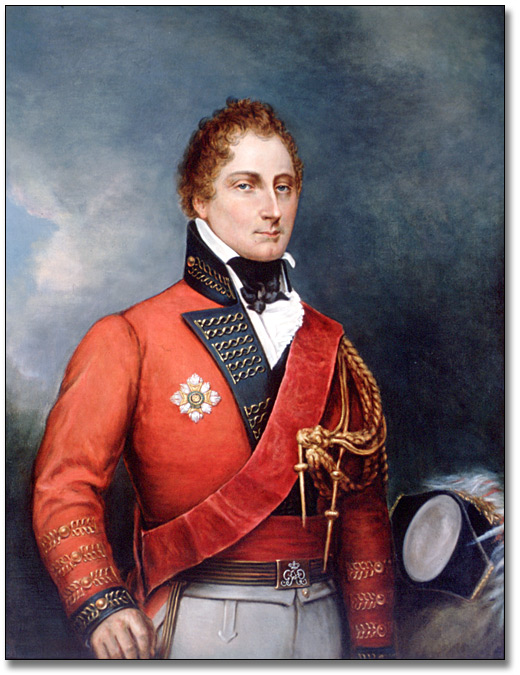
Gordon Drummond

Entre 1818 y 1822 el regimiento permaneció estacionado en Inglaterra. En 1821, en Chatham (Kent), sus efectivos fueron reducidos a 576 hombres. En 1822 pasó a Irlanda con cuarteles en Fermoy. Muerto el general Francis Dundas, en enero de 1824 se hizo cargo como coronel honorario el teniente general sir Gordon Drummond.
En mayo de 1824 al mando del coronel sir Thomas Arbuthnot el regimiento embarcó en Cork rumbo a Canadá, arribando un mes después a Quebec, donde estableció sus cuarteles. En mayo de 1827 pasó a Montreal, en mayo de 1828 a Kingston (Ontario), y a Toronto en junio de 1829. En junio de 1825 se aumentaron los efectivos a 710 hombres agregando a las seis compañías en servicio en Canadá otras cuatro que permanecieron de guarnición en Gran Bretaña (Gravesend hasta 1829, Berwick-upon-Tweed hasta 1830 y Edimburgo).
En septiembre de 1829 el mayor general sir Colin Halkett sucedió a Drummond como coronel del 71.
En mayo de 1831, las compañías en servicio exterior regresaron a Quebec y en octubre pasaron a Bermuda hasta septiembre, cuando regresaron a Gran Bretaña, arribando a Leith el 19 de octubre.
El regimiento permaneció estacionado en Edimburgo hasta mayo de 1836, pasando entonces a Irlanda, donde permaneció estacionado en Dublín y Kilkenny. En marzo de 1838 el mayor general sir Samuel Ford Whittingham sucedió a sir Colin Halkett como coronel honorario del regimiento.
Al prolongarse la rebelión en Canadá, en abril de 1838 las seis compañías de servicio exterior pasaron nuevamente a Norteamérica mientras que las cuatro restantes permanecieron en Irlanda hasta junio de 1839, cuando regresaron a Stirling (Escocia). En agosto de ese año la dotación se incrementó a 800 hombres.
En marzo de 1841 el teniente general sir Thomas Reynell se hizo cargo como coronel honorario.
Derrotado el movimiento independentista, las compañías en servicio en Canadá permanecieron estacionadas en St John's, Bajo Canadá, (1840) y Montreal (1842). En cuanto a las compañías restantes, en 1842 pasaron a Chichester donde recibieron 180 voluntarios de otros cuerpos organizados en dos nuevas compañías. En la reforma, las compañías en Canadá se organizaron como primer batallón del regimiento y las restantes como batallón de reserva.
La reserva, al mando del teniente coronel James England, zarpó de Portsmouth el 13 de agosto de 1842 en el HMS Resistance arribando a Montreal el 23 de septiembre, pasando a Chambly (Quebec) el 5 de mayo de 1843.
El 20 de octubre, ahora al mando de England, el primer batallón embarcó en el transporte Java rumbo a las Antillas, desembarcando en Grenada el 15 de diciembre. En diciembre de 1844 pasó a Antigua, en abril de 1846 a Barbados, y en diciembre regresó a Inglaterra. Permaneció estacionado en Winchester, Glasgow y Edimburgo hasta que en abril de 1848 fue destinado a Naas, Irlanda. En febrero de ese año murió Reynell y fue designado como nuevo coronel honorario el teniente general sir Thomas Arbuthnot, quien murió en enero de 1849 haciéndose cargo finalmente el teniente general sir James Macdonnell.
En cuanto a las compañías del batallón de reserva que permanecían en Canadá, al mando del coronel sir Hew Dalrymple en 1849 maniobró en apoyo a la gobernación ante la crisis planteada por la ley de indemnización por las pérdidas en la rebelión del 97 (Rebellion Losses Bill) que desembocaría en la quema del Parlamento en Montreal. Durante ese período el batallón sirvió en St John's, Montreal y la isla Santa Elena.
En 1850 el primer batallón pasó a Dublín y el segundo a Toronto. En mayo de 1852 la reserva pasó a Kingston y el 8 de junio de ese año Hew Dalrymple vendió su comisión como coronel y pasó a retiro, siendo nombrado en su reemplazo el teniente coronel Nathaniel Massey Stack.
El 1 de noviembre de 1852 el primer batallón recibió órdenes de embarcar rumbo al Mediterráneo. El 3 de enero de 1853 el batallón recibió nuevos colores y tras colocar los viejos en un monumento levantado en Kinsale a la memoria del teniente general sir Thomas Arbuthnot, entre febrero y marzo se trasladó por destacamentos a Corfú.
El batallón de reserva permaneció en Canadá hasta 1854, estacionado sucesivamente en St John's, Toronto, Kingston y Quebec. En octubre de 1854 se encontraba ya acantonado en Canterbury.

#### Crimea

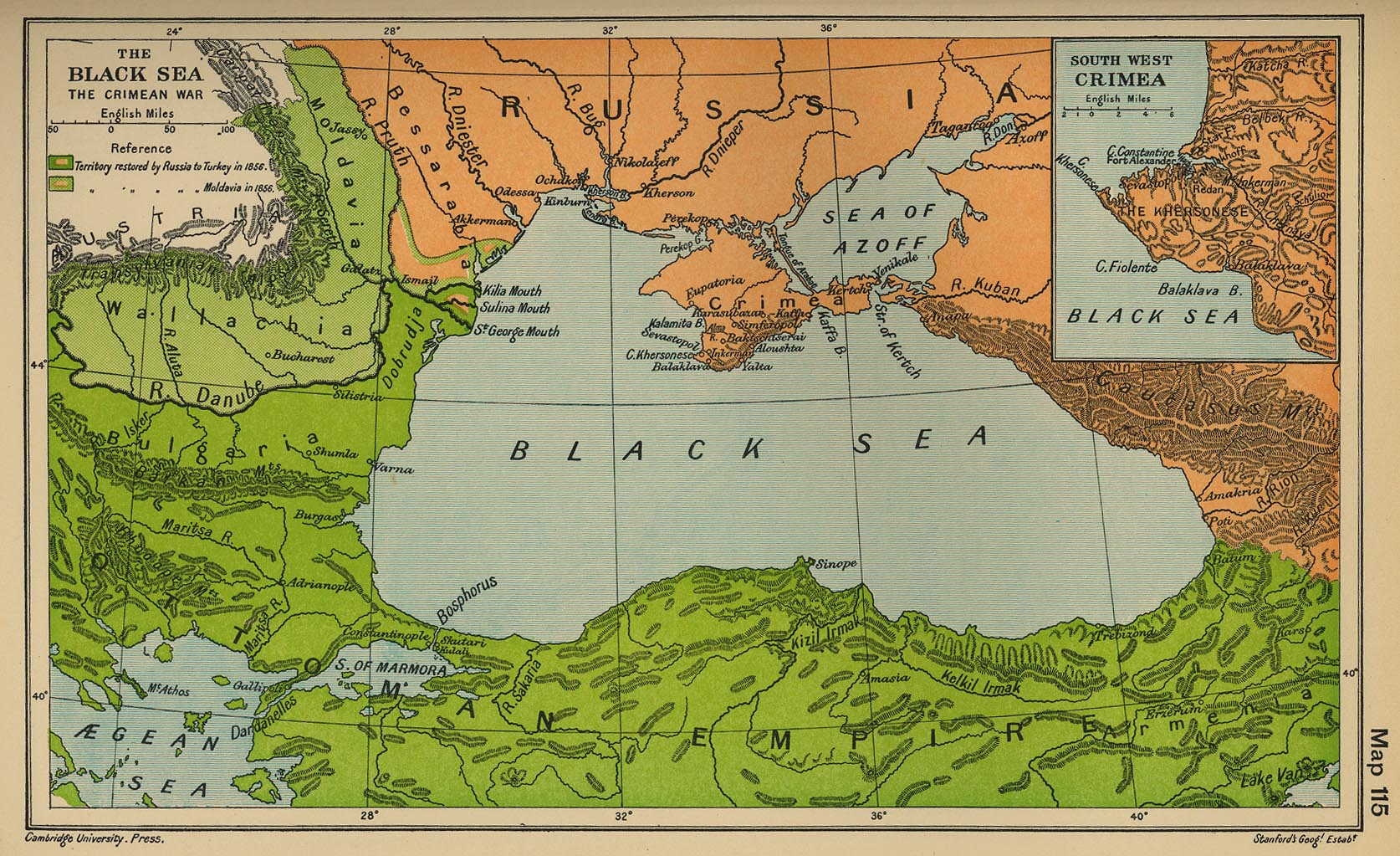
Situación de las costas del mar Negro al comienzo de la guerra.

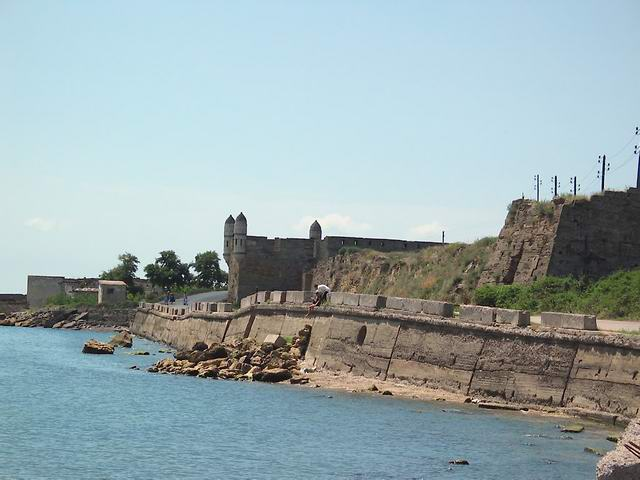
Yeni-Kale

Al estallar la Guerra de Crimea, el batallón de reserva embarcó en Portsmouth el 24 de noviembre de 1854 a bordo del Royal Albert, desembarcando en Balaclava el 20 de diciembre. Constaba de 417 efectivos, incluyendo 1 mayor, 3 capitanes, 6 suboficiales y 20 sargentos.
En cuanto al primer batallón, el 24 de enero de 1855 embarcó en Corfú y en febrero se unió a la reserva en el frente.
Si bien durante la guerra de Crimea el 71.º no tuvo ocasión de distinguirse en ninguna gran batalla, efectuó eficientemente expediciones a diferentes partes de la península de Crimea.
El 3 de mayo embarcó en las fragatas a vapor HMS Furious y HMS Gladiator, formando parte de la primera expedición a Kerch (Kertch), regresando a Balaclava el 8 de ese mes. Al siguiente día marchó al frente uniéndose a la 3ª brigada de la IV división frente a Sebastopol. El 22 de mayo embarcó nuevamente rumbo a Kerch a bordo de las fragatas a vapor HMS Sidon y HMS Valorous. El 24 desembarcó cubierto por las cañoneras en Kamiesch Bouroun (Borro o Burun), a 5 millas de Kerch, y tras pernoctar en la posición, en la mañana marcharon a Kerch trasladándose ese mismo día a Yeni-Kale (Yenikali), donde permanecieron hasta el 10 de junio cuando reembarcaron en la Sidon y la Valorous solo para volver a desembarcar el ala derecha en Yeni-Kale el 12 de junio y la izquierda en Cabo San Pablo el 14. El 4 de agosto una compañía marchó a Kerch desde Yeni-Kale, y el 22 de septiembre hizo lo propio el ala izquierda.
Tres compañías al mando del mayor Hunter dejaron Kerch el 24 de septiembre para participar de la expedición francesa a la península de Tamán, posición que fue bombardeada y capturada ese mismo día y, tras ser incendiada, abandonada el 3 de octubre.
Un destacamento de 131 efectivos de la reserva que permanecían en Malta desembarcaron en Balaclava en agosto y se unieron al sitio de Sebastopol bajo el mando del mayor Campbell, participando de la captura de la ciudad, tras lo que se reunió con el resto del regimiento en Yeni-Kale el 2 de octubre.
El 15 de mayo de 1857 falleció sir James MacDonell. El regimiento permaneció maniobrando entre Yeni-Kale y Kerch hasta el 22 de junio de 1856, día en que el estado mayor y seis compañías embarcaron a bordo del vapor Pacific, y otras dos a bordo del Gibraltar rumbo a Malta, donde permanecieron hasta enero de 1858.

### Rebelión en la India
Al estallar la llamada revuelta de los cipayos, el 4 de enero de 1858 el regimiento zarpó rumbo a la India a bordo del HMS Princess Royal y de la fragata a vapor HMS Vulture, arribando en febrero a Bombay. Tras concentrarse en Mhow, el 30 de marzo marcharon para unirse a la 2ª Brigada del ejército de la Agencia de la India Central.
Estuvieron presentes en el ataque liderado por Hugh Rose, 1º barón Strathnairn. contra Kunch del 7 de mayo, en el que sufrió cerca de treinta bajas. Luchó en las acciones de Muttra y Deapoora (16 y 17 de mayo), teniendo un papel principal en esta última al rechazar el principal ataque enemigo, lo que valió menciones especiales para al comandante de la brigada teniente coronel Campbell, el del regimiento, mayor Rich, y el del batallón, mayor Loftus. Combatió luego en la batalla de Gowlowlee (22 de mayo), la ocupación de Kalpi (23 de mayo) y destacó en la batalla de Moorar (16 de junio), en la que sufrió 5 muertos.

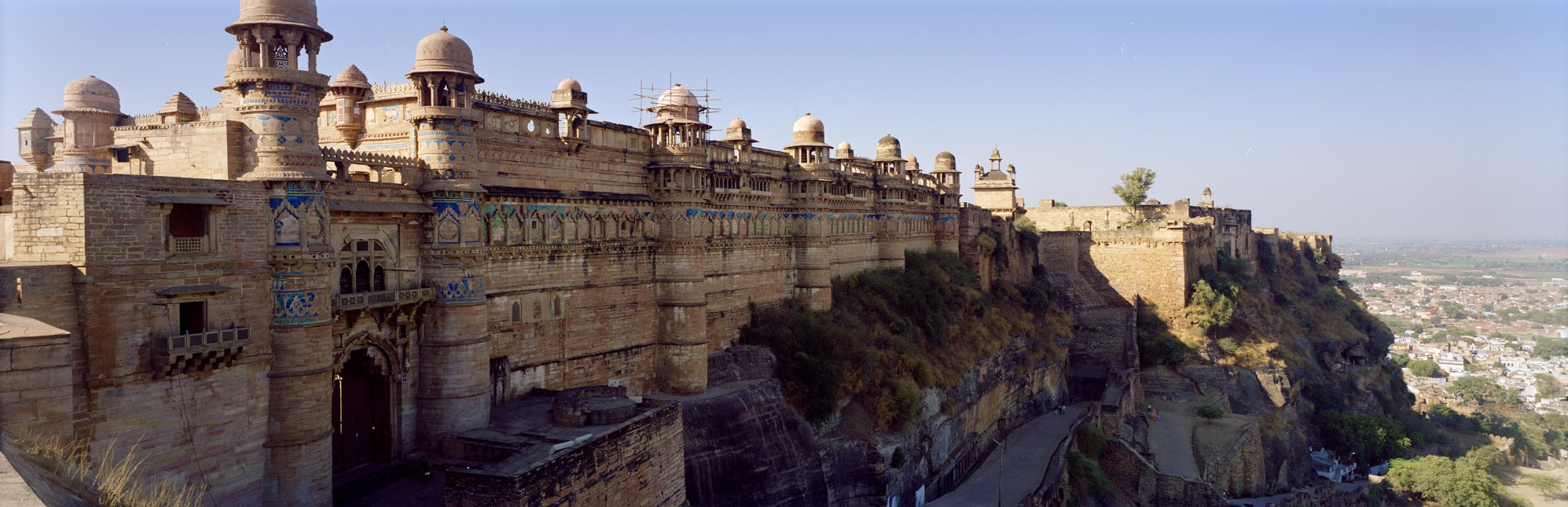
Fortaleza de Gwalior

El 18 de junio se sumó a la marcha sobre Gwalior y participó de la captura de la plaza el 20 de ese mes, tras lo que parte del regimiento permaneció acantonado en Moorar hasta el 6 de junio de 1859, período durante el cual se limitó a destacar partidas contra posiciones rebeldes en el río Sind, Ranode y Nainewass.
El resto del regimiento (ala izquierda) marchó a Bombay excepto un destacamento que fue destacado a Mhow, y bajo el mando superior del mayor general Michel combatió en la batalla de Rajghur (2 de septiembre de 1858), Mongrowlee (15 de septiembre), Sindwaho (19 de octubre) y Koorai (25 de octubre), tras lo que marchó a Bhopal (17 de noviembre) y Guna (Goonah) (17 de enero de 1859).
En cuanto al destacamento en Mhow, 50 hombres al mando del mayor Sutherland, del 92.º Highlanders, combatieron montados sobre camellos contra rebeldes en Rajpur (25 de noviembre).
El 17 de enero de 1859 una compañía del 71.º al mando del capitán Lambton participó del ataque liderado por el brigadier general sir R. Napier contra el Fuerte de Naharghur.
Al fallecer el teniente coronel Campbell en Londres el 4 de diciembre de 1859, en enero de 1860 fue nombrado como nuevo coronel del regimiento el teniente coronel William Hope.
El 22 de julio de 1860 estalló una epidemia de cólera que afectó a todas las compañías del regimiento aun cuando se dispersaron en campamentos y que para septiembre había causado 69 bajas entre suboficiales y tropa, así como la muerte de 11 mujeres y 11 niños que los acompañaban.
Tras ser reforzado por varias compañías para reponer las bajas, el 20 de diciembre el regimiento fue relevado por el 27º y dejó Gwalior, con el reconocimiento de la población y autoridades británicas así como «del Maharajá Scindia y su pueblo» por su excelente conducta.

### Campaña de Ambela
El 17 de febrero de 1861 el 71.º entró en Sialkot (Punjab). El 1 de noviembre de 1862 el teniente coronel Hope al mando de siete compañías marchó a Naushera, desde donde una de las compañías fue destacada al Fuerte Attock.
El 14 de octubre de 1863, Hope se trasladó a Nowa-Killa (Yuzufzai). Allí las tropas fueron equipadas para operar en las montañas orientales. El objetivo consistía en destruir la fortaleza de Malka (Mulka), en las montañas Mahabun, más allá de las fronteras controladas por los británicos.
Malka se había convertido en refugio de los "fanáticos Sitana", seguidores del movimiento wahabita liderado por Syed Ahmed Shaheed (1786–1831).
Tras la represión del movimiento de 1857, los rebeldes en Malka se vieron reforzados por muchos refugiados y volvieron a amenazar la frontera.

Actual distrito de Buner, provincia de Jaiber Pajtunjuá (Pakistán)

El brigadier general sir Neville Bowles Chamberlain comandaría la expedición.
Además del 71.º (coronel Hope), marcharían media batería de la Royal Artillery (3 cañones transportados por elefantes, capitán Tulloh), el regimiento N.º 101 Royal Bengal Fusiliers (teniente coronel Salusbury), dos compañías de cipayos, los regimientos N.º 20 y 32 de infantería nativa y el regimiento N.º 11 de caballería nativa de Bengala, todas fuerzas regulares, apoyados por fuerzas irregulares de Punjab, 2 baterías de artillería de montaña (8 pequeños cañones sobre mulas), el Reguimiento de Guías de infantería nativa, los Regimientos 1º, 3º, 5º y 6º de infantería nativa, el Regimiento N.º 5 de Gurkas y Guías de caballería.
Tras establecer una base en Roostum, donde dejó a los enfermos custodiados por 99 hombres del 71.º, el 19 de octubre Chamberlain inició el avance sobre el paso Ambela hacia el valle de Chumla.
Para el 21 las tropas habían pasado, no así el equipaje, y el 22 se producía un primer e inesperado ataque sobre la vanguardia en exploración del Valle Chumla efectuado por el clan yusufzai de los Bonair.
Chamberlain contaba con la neutralidad de los Bonair (no simpatizaban con los sitana) pero en pos de mantener el secreto de la operación había omitido informar a la tribu de la misma mientras que los sitana al advertir la concentración de tropas británicas, habían advertido con tiempo a los bonair que el objetivo de los "infieles" era saquear y conquistar su territorio por lo que al trasponer el paso la división británica las tribus vieron confirmada la advertencia y se lanzaron de inmediato a la lucha reuniendo pronto entre 15 000 y 20 000 combatientes. Los miembros de la tribu contaban con pocas armas de fuego por lo que lucharon con piedras (desde los desfiladeros) y cortas espadas para el combate cuerpo a cuerpo.
Durante las siguientes semanas Chamberlain reunió refuerzos y adoptó posiciones defensivas a la entrada del valle. Por su parte los bonair solicitaron el auxilio del Akhoond del distrito de Swat, líder religioso de gran influencia sobre las tribus, y sumaron el apoyo de los Bajour y los Mullazai de Dher, además de los sitanas al mando de Mobarik Shah.
Los combates fueron constantes y feroces. El 26 de octubre los bonair atacaron la posición conocida como Nido del Águila Eagle y causaron 129 bajas. El 30 de octubre el regimiento 71.º, junto al 101.º y la artillería regular, repelió un desordenado pero firme ataque enemigo sobre la línea del valle. Las bajas del 71.º hasta ese momento sumaban nueve hombres.
A fin de octubre, para no depender para sus comunicaciones del paso de Ambela, Chamberlain dispuso iniciar la construcción de una ruta alternativa. El 6 de noviembre un destacamento del 71.º que daba protección a los trabajadores fue rodeado. En el combate cayeron el mayor Harding y el número de bajas ascendió a 79.
Durante la noche del 12 de noviembre y la mañana del 13 alrededor de 2000 hombres atacaron tenazmente el pico Craig hasta que consiguieron ocupar la posición. El desorden y la confusión tornaron crítica la situación británica hasta que pudo ser reconquistada la cima. Las bajas totales ascendían a 159 hombres, las mayores de la campaña.
En la noche del 17 al 18 de noviembre los británicos se replegaron sigilosamente concentrando sus fuerzas en las alturas del flanco derecho, con el pico Craig como punto vital de la defensa.
En la mañana las tribus ocuparon el valle y se lanzaron sobre las nuevas posiciones.
Tras un primer ataque sobre una batería, repelido por dos compañías del 71.º al mando del mayor Parker y una del 101.º, el enemigo se lanzó sobre el flanco izquierdo atacando en repetidas oleadas. Una compañía del 71.º al mando del capitán C. F. Smith acudió en defensa de la posición hasta que al anochecer, tras varias horas de lucha, recibió órdenes de replegarse tras la principal línea de defensa. El 71.º tuvo seis muertos, incluyendo al capitán Smith, y cinco heridos. El total de bajas fue de 119 hombres.
El 19 el regimiento defendió exitosamente Lalloo, sufriendo tres heridos, entre ellos el capitán Aldridge.
En la mañana del 20 de noviembre las tribus se lanzaron en un ataque masivo sobre el pico Craig, cuya posesión había sido disputada repetidamente, y en la tarde consiguieron conquistarlo.
Chamberlain reunió al 71.º al mando de Hope, al 5º de Gurkas y al 5º de infantería de Punjab y con el apoyo de la artillería los lanzó a recuperar la posición. Mientras los Gurkas flanqueaban la colina, Hope marchó al frente de sus hombres acompañado por el mismo Chamberlain en un asalto rápido y frontal colina arriba consiguiendo recuperar la cima. Los británicos tuvieron 137 bajas en las acciones de ese día. El 71.º tuvo seis muertos y 26 heridos, incluyendo al coronel Hope, herido en un muslo, y Chamberlain resultó gravemente herido en un brazo, razón por la cual debió resignar el mando en el mayor general John Garvock.
El 10 de diciembre los británicos se reunieron con los líderes de los bonair, quienes habían sufrido el grueso de las pérdidas. Los bonair manifestaron su acuerdo no solo a suspender las hostilidades y permitir el paso sino a la solicitud de proveer fuerzas para atacar Malka pero las condiciones fueron luego rechazadas por sus aliados y el Akhoond.
El 15 de diciembre arribó Garvock con refuerzos, reuniendo un cuerpo de alrededor de 9000 hombres. Ese mismo día el 71.º ayudó a repeler un ataque sorpresivo sobre el pico Craig y el valle.
Intuyendo un ataque y aprovechando la división de las tropas enemigas, Garvock atacó sorpresivamente con 4800 hombres la pequeña aldea de Laloo (Lalloo), situada a dos millas del pico Craig, y tras derrotar a los defensores la incendió.
Sin conocer el asalto sobre Laloo, parte de las tribus lanzaban en esos momentos un ataque desde Ambela sobre las líneas en altura de la reserva británica, el que fue rechazado sin inconvenientes.
El día 16 los británicos ocuparon y destruyeron Ambela, avanzaron a través de las colinas que dividen Chumla de Bonair y forzaron la retirada enemiga. Las pérdidas británicas en esos dos días ascendían a 172 hombres.
El efecto de la rápida y eficaz ofensiva fue decisivo: los aliados de los bonair regresaron a sus tierras, y sin esa presión los jefes del clan cerraron finalmente el acuerdo de paz.
Malka, distante unas 25 millas y ya abandonado por los sitana, fue destruido por los bonair acompañados solo de unos pocos oficiales británicos el 22 de diciembre.
Cumplida así la misión, cuyos costos «estaban fuera de toda proporción respecto del fin alcanzado», el regimiento regresó a Peshawur el 5 de enero de 1864.
El 23 de octubre marchó a Calcuta y embarcó rumbo a Rawul Pindee, donde arribó el 30. Allí el 71.º aportó 200 voluntarios para reforzar otros regimientos al servicio de la Bengal Presidency y el 9 de noviembre marchó por Lahore, Umritsur y Loodiana a Umballa, arribando el 13 de diciembre, donde el major general Lord George Paget condecoró al sargento mayor John Blackwood, y a varios oficiales.

### Últimos años
En febrero de 1865 partía de Calcuta rumbo a Inglaterra en los vapores Mauritius y Albert Victor, arribando a Plymouth el 7 de junio, solo para seguir a Leith a bordo del HMS Urgent, arribando a Edimburgo el 12.
Allí el regimiento fue reorganizado en 12 compañías, con 54 sargentos, 31 clarines y gaiteros, y 700 hombres de tropa.
En febrero de 1866 pasó a Aldershot y en diciembre a Fermoy, Irlanda, donde actuó contra los disturbios provocados por los fenianos.
El 27 de noviembre de 1867 el coronel Hope dejó el mando por problemas de salud. Al despedirse alabó a la unidad en que había servido desde la niñez y conducido por ocho años: «Desde que el regimiento fue incorporado, hace ya 90 años, en todas las partes del mundo —en la India, en el Cabo de Buena Esperanza, en América de Sur, en España— el 71 ha sido reconocido siempre por su conducta y disciplina en el campo ante el enemigo y durante la paz, sea en los cuarteles en la patria o en el extranjero, y ha recibido la aprobación de las autoridades militares superiores.»
El mayor del 71 John Ignatius Macdonnell fue promovido a teniente coronel y asumió el mando.
El 1 de abril de 1868 el regimiento fue reforzado. Constaba de 12 compañías, un coronel, un teniente coronel, dos mayores, 12 capitanes, 14 tenientes, 10 insignias, un contador, un ayudante, un oficial de intendencia, un cirujano y su asistente, 57 sargentos, 31 cornetas y gaiteros y 800 hombres de tropa.
El regimiento pasó a Dublin y el 22 de julio de 1868 a Curragh. El 17 de octubre pasó a Gibraltar.
El 13 de marzo de 1870 murió su coronel, el general Charles Grey, quien fue reemplazado por el teniente general Robert Law, quien había servido con el 71 en la Coruña, Walcheren y la guerra peninsular.
El 1 de abril el regimiento fue reducido a 10 compañías (31 oficiales, 49 sargentos, 26 músicos y 600 de tropa) y el 5 de noviembre perdió dos compañías de reserva que pasaron al 72.º Highlanders, pero el 15 de agosto se incrementaron sus efectivos a 650 hombres.
El 24 de abril de 1873 fue destinado a Malta. Las reformas orgánicas lo vincularon al regimiento N.º 78 Ross-shire Highlanders, formando la 55.ª brigada, con cuarteles generales en Fort-George.
En 1873 fue estacionado en Sri Lanka. De regreso en Gran Bretaña, en 1881 las Reformas Childers fundieron la unidad con el Regimiento N.º 74 Highlanders conformándose el 1º Batallón de la Highland Light Infantry.